# Obléhání Sarajeva
Obléhání Sarajeva (Opsada Sarajeva) byla prodloužená blokáda Sarajeva, hlavního města Bosny a Hercegoviny, během bosenské války, jejíž klíčovou součástí bylo. Zpočátku bylo obléháno silami Jugoslávské lidové armády, poté bylo město obléháno armádou Republiky srbské. Obležení trvalo od 5. dubna 1992 do 29. února 1996 (1 425 dní), bylo třikrát delší než bitva u Stalingradu, o více než rok delší než obležení Leningradu a stalo se nejdelším obléháním hlavního města v dějinách moderního válečnictví.
Když Bosna a Hercegovina po bosenském referendu o nezávislosti v roce 1992 vyhlásila na Jugoslávii nezávislost, bosenští Srbové – jejichž strategickým cílem bylo vytvořit nový bosenskosrbský stát Republika srbská (RS), který by zahrnoval oblasti s bosňáckou většinovou populací – obklíčili Sarajevo vojska o síle 13 000 vojáků rozmístěných v okolních kopcích. Odtud zaútočili na město dělostřelectvem, tanky a ručními zbraněmi. Od 2. května 1992 Srbové blokovali město. Obléhající síly měly díky geografickým podmínkám vynikající šanci. Město Sarajevo, jehož centrum se rozkládá v údolí řeky Miljacky, a je obklopené vysokými horami, jako např. Trebević, se ukázalo být snadný cíl. Jugoslávská lidová armáda (JNA), později Vojska Republiky srbské vytvořila okolo města linii o délce 55 km, na které byla zastoupena především těžká vojenská technika. Jakmile republika Bosna a Hercegovina vyhlásila nezávislost na Jugoslávii, došlo k prvním střetům a eskalaci konfliktu. Na město dopadalo denně kolem tří set granátů, nejvíce 22. července 1993 – to bylo dokonce 3 777. Bosenské vládní obranné síly (ARBiH) uvnitř obleženého města, přibližně 70 000 vojáků, byly špatně vybavené a obležení nebyly schopny prolomit. Obléhání bylo nakonec zrušeno po letecké kampani NATO s kódovým označením operace Rozhodná síla, která připravila cestu pro Daytonskou dohodu, která ukončila bosenskou válku.
Během obléhání bylo zabito celkem 13 952 lidí, včetně 5 434 civilistů. ARBiH utrpěly 6 137 obětí, zatímco vojenské ztráty bosenských Srbů čítaly 2 241 zabitých vojáků. Sčítání lidu z roku 1991 ukazuje, že před obléháním mělo město a jeho okolí celkem 525 980 obyvatel. Podle některých odhadů byla celková populace vlastního města před obléháním 435 000. Odhady populace Sarajeva po obléhání se pohybovaly od 300 000 do 380 000. Obyvatelstvo Sarajeva vydrželo v určitých fázích obléhání až šest měsíců bez dodávek plynu, elektřiny nebo vody. Vznikly ohromné materiální škody; zničeno bylo velké množství (až 35 tisíc) budov. Ještě deset let po válce byly stopy obléhání patrné, a rekonstrukce města v následujících letech stála BiH i mezinárodní společenství nemalé prostředky.
Po válce Mezinárodní trestní tribunál pro bývalou Jugoslávii (ICTY) odsoudil čtyři srbské předáky za četné zločiny proti lidskosti, kterých se během obléhání dopustili, včetně terorismu.  Stanislav Galić a Dragomir Milošević byli odsouzeni na doživotí a 29 let vězení. Jejich nadřízení, Radovan Karadžić a Ratko Mladić, byli rovněž odsouzeni k doživotnímu vězení.

## Pozadí
Vláda Socialistické federativní republiky Jugoslávie od svého založení po druhé světové válce až do rozpadu v letech 1991 a 1992 potlačovala nacionalistické nálady, které existovaly mezi mnoha etnickými a náboženskými skupinami, které tvořily obyvatelstvo země, což byla politika, která bránila vzniku chaosu a rozpadu státu. Když v roce 1980 zemřel dlouholetý jugoslávský vůdce - maršál Josip Broz Tito, tato politika omezování prošla dramatickým zvratem. Nacionalismus zažil renesanci v následujícím desetiletí poté, co vypuklo násilí v Kosovu. Zatímco cílem srbských nacionalistů byla centralizace Jugoslávie ovládané Srby, ostatní národnosti v Jugoslávii usilovaly o federalizaci a decentralizaci státu.
18. listopadu 1990 se v Bosně a Hercegovině konaly první vícestranné parlamentní volby (s druhým kolem 25. listopadu). Jejich výsledkem bylo národní shromáždění, kterému dominovaly tři etnicky založené strany, které vytvořily volnou koalici, aby od moci odstavily komunisty. Následné vyhlášení nezávislosti Chorvatska a Slovinska a válka, která následovala, postavily Bosnu a Hercegovinu a její tři základní národy do nepříjemné situace. Významný rozkol se brzy rozvinul v otázce, zda zůstat u jugoslávské federace (preferované převážně mezi Srby) nebo usilovat o nezávislost (převážně preferované mezi Bosňáky a Chorvaty).
V průběhu roku 1990 byl správou státní bezpečnosti (SDB nebo SDS) a skupinou vybraných srbských důstojníků Jugoslávské lidové armády (JNA) vypracován plán RAM s cílem organizovat Srby mimo Srbsko, upevnit kontrolu nad rodící se SDP a zajistit zbraně a střelivo. Plán měl připravit rámec pro třetí Jugoslávii, ve které by všichni Srbové se svými územími žili společně ve stejném státě. Znepokojená vláda Bosny a Hercegoviny vyhlásila 15. října 1991 nezávislost na Jugoslávii, krátce po níž bosenští Srbové ustavili Srbské národní shromáždění.
Srbští poslanci parlamentu, sestávající převážně z členů Srbské demokratické strany (SDP), opustili ústřední parlament v Sarajevu a 24. října 1991 vytvořili Shromáždění srbského lidu Bosny a Hercegoviny, což znamenalo konec trietnické koalice, která vládla po volbách v roce 1990. Toto shromáždění ustavilo 9. ledna 1992 Srbskou republiku Bosna a Hercegovina, která se v srpnu 1992 stala Republikou srbskou.
Po vyhlášení bosenské suverenity následovalo 29. února a 1. března 1992 referendum o nezávislosti, které drtivá většina Srbů bojkotovala. Účast v referendu byla 63,4 % a nezávislost zvolilo 99,7 % voličů.

## Průběh

### 1992

#### Začátek války
Jugoslávská lidová armáda rozmístila v zimě na přelomu let 1991 a 1992 dělostřelectvo a další vojenskou techniku na kopce nad městem. Jednalo se celkem o 150 minometů a 250 tanků. Obléhání bylo připraveno podle plánu, vypracovaného na konci roku 1991. V prosinci potom začaly první přípravy na obléhání, které nicméně unikly Zastupitelstvu městské části Stari grad; politikům místní samosprávy se dostala do rukou videokazeta s probíhajícími aktivitami jednotek Jugoslávské lidové armády.
Během referenda i po něm došlo na mnoha místech k násilí. 1. března zahájil střelec palbu na svatební průvod bosenských Srbů v Baščaršiji, historickém centru Sarajeva a bosenské části města. Hosté nesli srbské vlajky a mávali s nimi, což si Bosňáci, kteří většinou podporovali nezávislost, vyložili jako záměrnou provokaci. Otec ženicha byl zabit a pravoslavný kněz byl zraněn. Někteří ze svědků identifikovali střelce jako Ramize Delaliće, bosenského gangstera, který se od pádu komunismu stal stále drzejším. Na něj a dalšího útočníka byly vydány zatykače, ale sarajevská policie vynaložila malé úsilí, aby je zadržela. Zabití odsoudila SDS, která obvinila SDA nebo vládu ze spoluúčasti na střelbě, o čemž svědčí jejich neschopnost zatknout podezřelé. Mluvčí SDS tvrdil, že svatební útok byl důkazem smrtelného nebezpečí, kterému budou Srbové vystaveni v nezávislé Bosně. Toto prohlášení odmítl zakladatel Patriotské ligy Sefer Halilović, který prohlásil, že průvod nebyl svatbou, ale ve skutečnosti byl zamýšlen jako provokace.
2. března postavily srbské polovojenské jednotky barikády a rozmístili ostřelovače poblíž budovy parlamentu v Sarajevu, ale jejich státní převrat byl zmařen tisíci sarajevskými občany, kteří vyšli do ulic a postavili se před odstřelovače. Ozbrojení Bosňáci známí jako „Zelené barety“ také stavěli barikády v Sarajevu a okolí. U Banja Luky se objevily další barikády a v Doboji byl ozbrojenými Srby zabit motorista. Do konce dne bylo v bojích zabito dvanáct lidí. Po oficiálním vyhlášení nezávislosti Bosny a Hercegoviny na Jugoslávii dne 3. března 1992 vypukly sporadické boje mezi Srby a vládními silami po celém území. Pokračovalo to až do doby, kdy byla Bosna a Hercegovina uznána jako nezávislý stát.
3. března prohlásil bosenský bosňácký prezident Alija Izetbegović, že Srbové z Pale pochodovali na Sarajevo. Boje se brzy rozpoutaly ve městě Bosanski Brod. Ve vesnici Sijekovac u Brodu bylo 26. března zabito 11 Srbů a SDS tvrdila, že byli zmasakrováni chorvatsko-bosňáckou milicí. Město bylo obléháno a ostřelováno JNA a srbskými polovojenskými jednotkami 29. března. K dalším střetům došlo v Bijeljině, na kterou zaútočila srbská síla vedená srbskou dobrovolnickou gardou. 4. dubna, když vyšly najevo informace o zabíjení v Bijeljině, vyhlásila bosenská vláda všeobecnou mobilizační výzvu. SDS odpověděla, že tato výzva přivedla Sarajevo o krok blíže k válce.
4. dubna 1992, kdy Izetbegović nařídil mobilizaci všech záložníků a policie v Sarajevu a SDS vyzvala k evakuaci Srbů ve městě, došlo k „definitivní roztržce mezi bosenskou vládou a Srby“. Následující den zaútočili policisté z řad etnických Srbů na policejní stanice a školící školu ministerstva vnitra. Útok zabil dva důstojníky a jednoho civilistu. Předsednictvo Bosny a Hercegoviny vyhlásilo následující den výjimečný stav. Později toho dne srbské polovojenské jednotky v Sarajevu zopakovaly svou akci z předchozího měsíce. Dav mírových demonstrantů, mezi 50 000 a 100 000 lidmi, zahrnující všechny etnické skupiny, se shromáždil na protest. Když se k barikádě přiblížil obrovský dav, srbské síly zabily 6 demonstrantů. Bosňačka Suada Dilberović a Chorvatka Olga Sučić byly v prvních řadách, které tehdy protestovaly na mostě Vrbanja, který dnes po nich nese název. Šest srbských odstřelovačů bylo zatčeno, ale byli vyměněni, když Srbové pohrozili, že zabijí velitele bosenské policejní akademie zatčeného předchozího dne s převzetím akademie.
Bosna a Hercegovina získala mezinárodní uznání 6. dubna 1992. Nejběžnější názor je, že válka začala ten den.
6. dubna začaly srbské síly Sarajevo ostřelovat a v následujících dvou dnech překročily Drinu z vlastního Srbska a oblehly města s většinou Bosňáků jako Zvornik, Višegrad a Foča. Celá Bosna byla v polovině dubna pohlcena válkou. Existovaly určité snahy o zastavení násilí. 27. dubna nařídila bosenská vláda, aby byla JNA podřízena civilní kontrole nebo vyloučena, což bylo následováno řadou konfliktů na začátku května mezi těmito dvěma. 2. května Zelené barety a místní členové gangu odvrátili neorganizovaný srbský útok, jehož cílem bylo rozdělit Sarajevo na dvě části. 3. května byl Izetbegović unesen na letišti v Sarajevu důstojníky JNA a použit k získání bezpečného průchodu jednotek JNA z centra Sarajeva. Bosenské síly však dohodu porušily a přepadly odjíždějící konvoj JNA, což rozhořčilo všechny strany. Příměří a dohoda o evakuaci JNA byla podepsána 18. května, zatímco 20. května bosenské předsednictví prohlásilo JNA za okupační síly.
JNA zaútočila palbou z minometů, dělostřelectva a tanků na Akademii ministerstva výcviku ve Vraci, na centrální tramvajové depo a na čtvrť Staré Město. Bosenská vláda očekávala, že mezinárodní společenství nasadí po uznání mírové síly. Neuskutečnilo se to ale včas, čili nebylo v celé zemi zabráněno vypuknutí války.

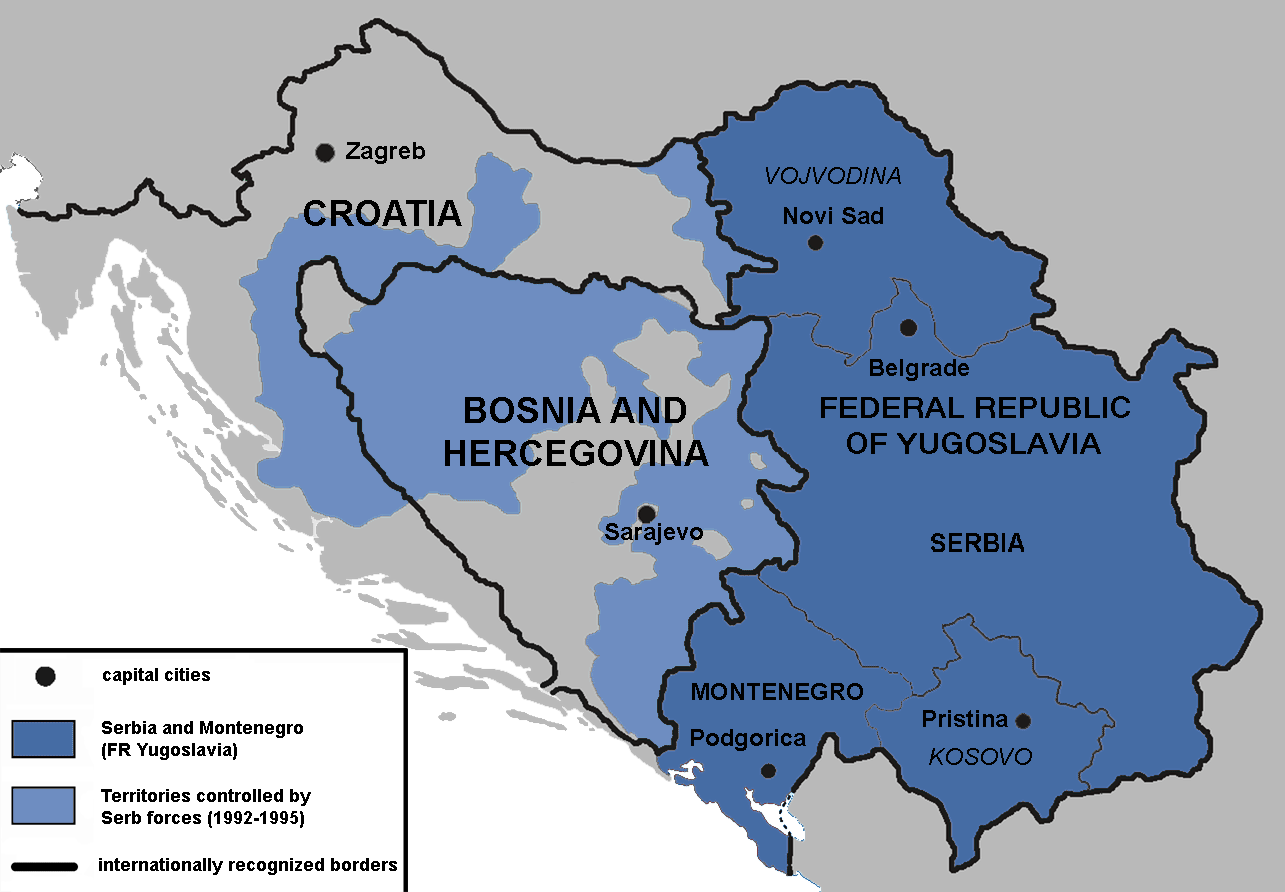
Území ovládaná srbskými silami

Vojska bosenských Srbů a JNA přemohla špatně vybavené a nepřipravené bosenské bezpečnostní síly, aby převzaly kontrolu nad rozsáhlými oblastmi bosenského území, počínaje útoky na bosenské civilisty na východě. Srbská armáda, policie a polovojenské síly zaútočily na města a vesnice a poté, někdy za pomoci místních srbských obyvatel, uplatňovaly to, co se brzy stalo jejich standardním operačním postupem: bosenské domy a byty byly systematicky drancovány nebo vypáleny; civilisté byli zadrženi, někteří zbiti nebo zabiti; a muži byli odděleni od žen. Mnoho mužů bylo násilně odvlečeno do zajateckých táborů. Ženy byly vězněny v detenčních centrech v extrémně nehygienických podmínkách a byly vystaveny četnému tvrdému týrání. Mnohé byly opakovaně znásilněny. Přeživší svědčili o tom, že srbští vojáci a policisté navštěvují záchytná centra, vybírají jednu nebo více žen, odvádějí je a znásilňují.
22. dubna bylo mírové shromáždění před budovou Republikového shromáždění rozehnáno výstřely z nedalekého hotelu Holiday Inn. Do konce dubna byla forma obležení z velké části stanovena. Sarajevské předměstí Ilidža obývané Srby zažilo těžké boje mezi místními srbskými silami na jedné straně a různými bosňáckými silami na straně druhé. Místní Srbové brzy vytvořili brigádu Ilidža, která se stala součástí sarajevsko-románského sboru VRS.[chybí lepší zdroj]

#### Včasný boj o kontrolu nad městem

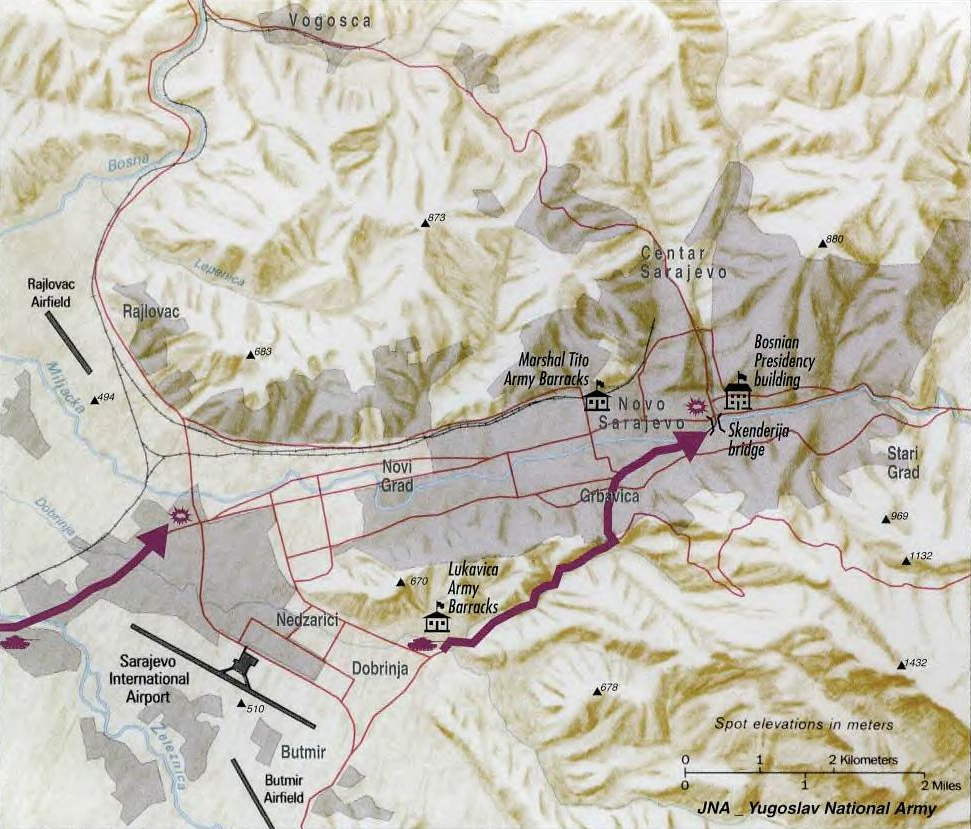
Mapa CIA k útoku JNA dne 2. května 1992

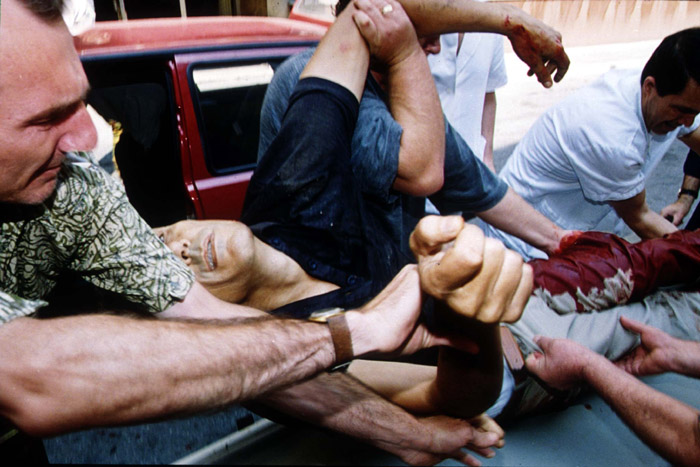
Oběti minometného útoku, 1992.

V měsících před válkou se síly JNA v regionu začaly mobilizovat v kopcích obklopujících Sarajevo. V této době bylo nasazeno dělostřelectvo spolu s další municí a vybavením, které se ukázalo jako klíčové v nadcházejícím obléhání města. V dubnu 1992 požadovala bosenská vláda pod vedením prezidenta Aliji Izetbegoviće, aby jugoslávská vláda tyto síly odstranila. Slobodan Milošević, prezident Srbska, souhlasil pouze se stažením jednotlivců, kteří pocházeli mimo bosenské hranice, což byl zanedbatelný počet. Vojáci JNA, kteří byli etničtí Srbové z Bosny, byli převedeni do VRS pod velením generála Ratka Mladiće, přičemž VRS zrušila svou věrnost Bosně několik dní poté, co se Bosna oddělila od Jugoslávie.
VRS se následně pokusila obsadit budovu předsednictva BiH, čemuž však zabránily síly bosenskohercegovinské teritoriální obrany. Teritoriální obrana na počátku války obsadila centrum Sarajeva, Nové město, a vrcholy Žuč a Igman.
V květnu 1992 se jednotky JNA umístěné v Sarajevu ocitly opakovaně pod útokem. 2. května zahájily bosňácké síly sestávající ze Zelených baretů a Vlastenecké ligy palbu na kolonu osmi sanitních (MEDEVAC) vozidel JNA v ulici Vojvode Stepe. Tento útok způsobil, že se JNA stáhla na pozice ovládané Srby ve čtvrti Lukavica.
2. května 1992 zavedly bosenskosrbské síly úplnou blokádu města. Sarajevský korpus Jugoslávské lidové armády obsadil 14 klíčových přístupů k městu a mezinárodní letiště Butmir. Několik dní po zahájení blokády byla okamžitě republiková vláda paralyzována. Zablokovali hlavní přístupové cesty, přerušili dodávky potravin a léků a také odřízli městské služby (např. vodu, elektřinu a topení). Byla zničena i budova hlavní pošty, což znamenalo i zastavení většiny telefonického spojení. Zhroutil se systém hospodaření s odpady; kvůli nedostatkům vody přestala fungovat městská kanalizace a hromady odpadu postupně rostly na sarajevských ulicích.. Zákon a pořádek přestal být v Sarajevu vymáhán a několik dní po zahájení blokády došlo k prudkému nárůstu kriminality. Přestože Srbové disponovali vynikajícími zbraněmi, byli přečísleni vojáky ARBiH, kteří bránili město. Poté, co četné obrněné kolony JNA nedokázaly dobýt město, začali Srbové soustředit své úsilí na jeho oslabení pomocí nepřetržitého bombardování z nejméně 200 posílených pozic a bunkrů v okolních kopcích.
Obležení města, které mělo mezi světovou veřejností pověst dějiště zimních olympijských her z roku 1984, přilákalo značnou pozornost světové veřejnosti i médií. 
VRS zablokovala všechny komunikace vedoucí z města přes ní ovládané území, včetně zásobování vodou, elektřinou i teplem. Došlo k dalšímu posílení VRS v okolí města. K bombardování byly vybírány cíle jednak s převážně nesrbským obyvatelstvem, jednak nezbytné pro fungování státu. Útoky se tak soustředily na objekty, mezi které patřily nemocnice, objekty státní správy, průmyslové budovy, kostely a mešity. Ničeny byly památky bez ohledu na to, které etnické skupině patří; některé významné historické objekty, které dokládaly srbskou přítomnost v Sarajevu byly také značně poškozeny, např. budova kulturní společnosti Prosvjeta. Za vhodný cíl byla také vybrána budova RTS Sarajevo a sídlo místního dopravního podniku.
3. května 1992 zaútočili příslušníci ARBiH na konvoj stahujících se vojáků JNA na ulici Dobrovoljačka v Sarajevu. Předpokládá se, že útok byl odvetou za zatčení Izetbegoviće, který byl předchozího dne zadržen jugoslávskou policií na letišti v Sarajevu. Útok začal tím, že se kolona oddělila, když do ní vjelo auto. Poté v konvoji a jeho okolí několik minut probíhaly sporadické a neorganizované boje. Při incidentu bylo zabito 6–42 vojáků. Generál Milutin Kukanjac, velitel JNA v Sarajevu, potvrdil, že jen v ulici Dobrovoljačka byli při útoku zabiti 4 důstojníci, jeden voják a jeden civilista. Generál Lewis MacKenzie z mírového sboru OSN v Sarajevu, který byl v konvoji, popsal, co viděl: „Viděl jsem, jak vojáci teritoriální obrany strkali pušky do oken aut civilistů, kteří byli součástí konvoje, a stříleli [. ..] Viděl jsem, jak po předních sklech stékala krev. Byl to rozhodně nejhorší den mého života.“ V dokumentu Smrt Jugoslávie Lewis MacKenzie popsal, jak se kolona rozpůlila: „Myslím, že červený volkswagen odstartoval, projel křižovatkou a zablokoval a rozdělil kolonu na dvě části.“ Generál Jovan Divjak, velitel ARBiH v Sarajevu, se pokusil zastavit střelbu a uklidnit situaci.
V nové fázi války byla nově zřízena armáda Republiky srbské pod velením generála Ratka Mladiće. Ostřelování Sarajeva ve dnech 24., 26., 28. a 29. května připsal Butrus Butrus-Ghálí Mladićovi. Civilní ztráty při ostřelování města z 27. května vedly k zásahu Západu ve formě sankcí uvalených 30. května prostřednictvím rezoluce Rady bezpečnosti OSN 757. Téhož dne bosenské síly zaútočily na kasárna JNA ve městě, po čemž následovalo těžké ostřelování. 5. a 6. června poslední personál JNA opustil město během těžkých pouličních bojů a ostřelování. Příměří ze dne 20. června, které mělo umožnit převzetí sarajevského letiště OSN pro humanitární lety, bylo porušeno, když obě strany bojovaly o kontrolu nad územím mezi městem a letištěm. Letištní krize vedla 26. června k ultimátu Butruse Ghálího, že Srbové zastaví útoky na město, umožní OSN převzít kontrolu nad letištěm a umístí své těžké zbraně pod dohled OSN. Mezitím média informovala, že Bush zvažoval použití síly v Bosně. Francouzský prezident Mitterrand navštívil Sarajevo ve dnech 28.–29. června. Srbové nedramaticky předali letiště UNPROFORu 29. června. Světové veřejné mínění bylo „rozhodně a trvale proti Srbům“ po zprávách médií o odstřelování a ostřelování.
Od 25. do 26. srpna pod velením plukovníka Tomislava Šipčiće byla sarajevská radnice vypálena palbou děl ze srbských pozic.
30. srpna 1992 dopadl dělostřelecký granát na přeplněné tržiště na západním okraji Sarajeva. Výsledný výbuch zabil 15 lidí a zranil 100 dalších.

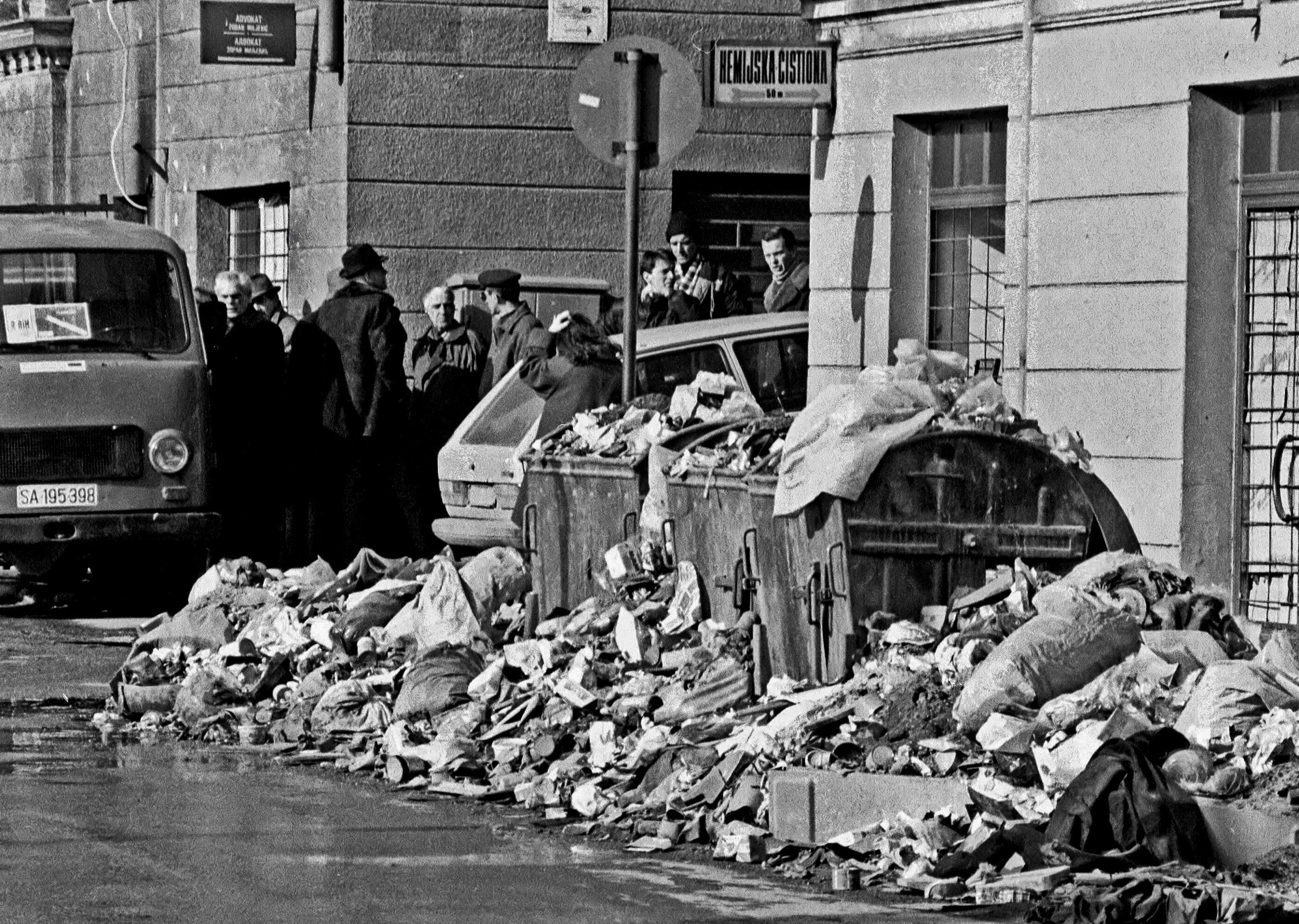
Většina služeb ve městě, jako např. odvoz odpadků, během obležení nefungovala, zima 1992-93.

Od října 1992 začal UNPROFOR počítat počty granátů, které byly na území města vypáleny. Bosenskosrbské jednotky, které měly velmi dobré vybavení (ze skladů Jugoslávské lidové armády) disponovaly také vynikající kontrolou nad městem, vzhledem k tomu, že jejich děla i odstřelovači byli rozmístěni na všech strategických místech nad městem. Své cíle si často tak dokázali vybírat pouze prostým okem. Armáda Republiky Bosna a Hercegovina neměla žádnou šanci obruč kolem města prorazit, ačkoliv se tak v západní části města, kde se úzké údolí okolo řeky Miljacky rozšiřovalo do širokého údolí řeky Bosny, o to opětovně pokoušeli. ArBiH uskutečnila několik desítek ofenziv, všechny byly nicméně neúspěšné. Srbští političtí představitelé považovali obléhání za nezbytný krok pro obranu srbských vesnic, které se nacházely bezprostředně na východ od Sarajeva, kde by mohla udeřit ArBiH.
K bránícím silám se přidali i sarajevští zločinci, kteří sami vytvořili vlastní jednotky. Ti pašovali zbraně přes území ovládané VRS do obleženého města.
Po zahájení blokády bylo jediným místem, které sloužilo pro pohyb z města a do města letiště Butmir, přesněji jeho rozjezdová dráha. Ta však byla obklíčena z obou stran jednotkami VRS, ale dozoroval ji také UNPROFOR. Přestože bosenské jednotky tudy zajišťovaly alespoň nějaké zásobování města, nedokázaly mírové jednotky OSN zajistit dostatečnou kontrolu nad těmi, kteří přicházeli a odcházeli ze Sarajeva. Docházelo k častým útokům sniperů. Podle vzájemné dohody mezi bosenskosrbskými ozbrojenci a OSN byl proto koridor na letišti pravidelně osvětlen, aby byli přecházející lidé dobře vidět a bylo sníženo riziko útoků.

### 1993

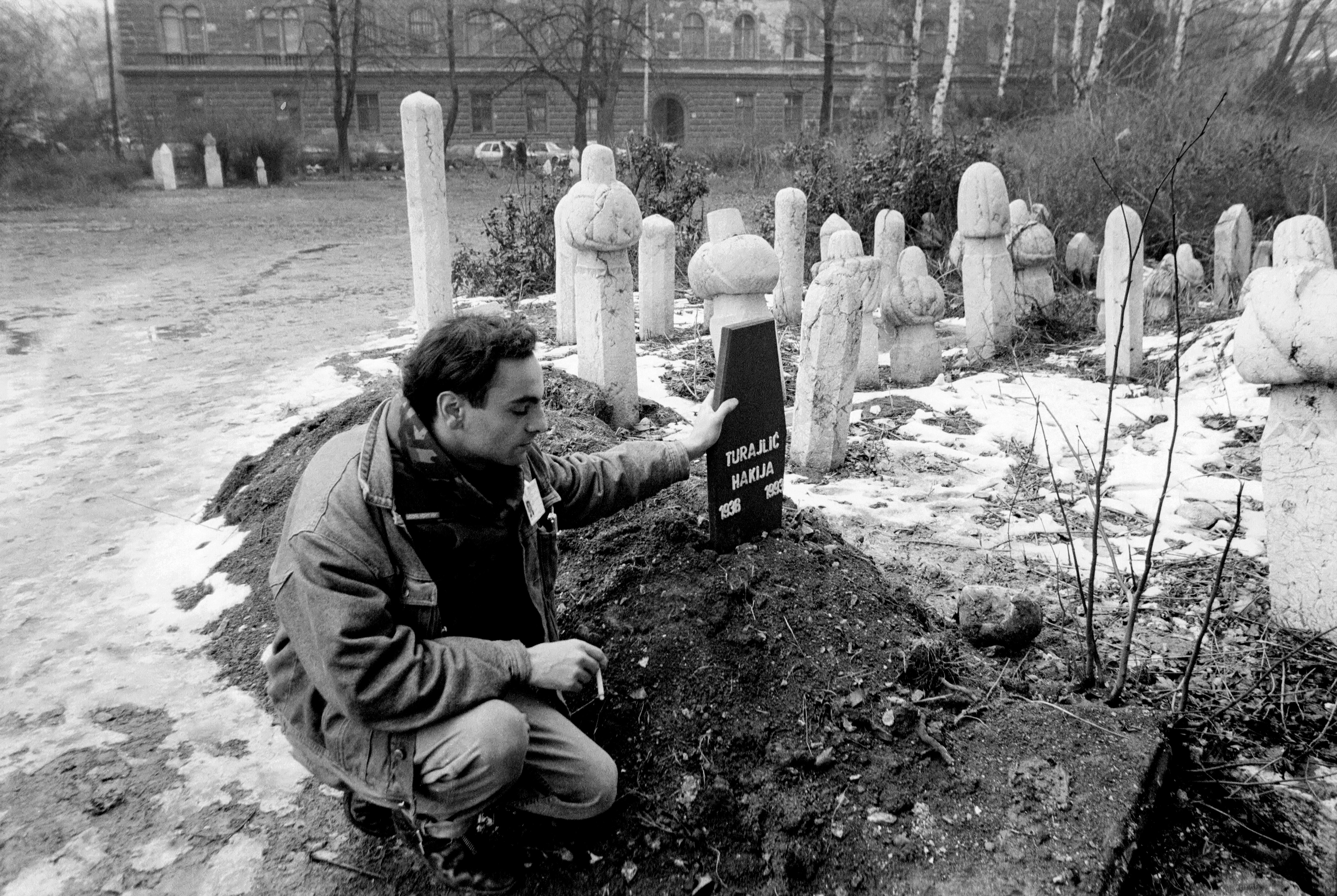
Holandský reportér Robert Dulmers u hrobu Hakiji Turajliće u mešity Ali Paši, březen 1993

8. ledna 1993 byl Hakija Turajlić, místopředseda vlády Bosny a Hercegoviny, zavražděn bosenskosrbským vojákem. Turajlić, který odjel na letiště v Sarajevu pozdravit tureckou delegaci, se vracel do města v obrněném vozidle Organizace spojených národů, které ho tam odvezlo, když síla dvou tanků a 40–50 bosenskosrbských vojáků zablokovala silnici. Srbové, jednající na základě rádiové informace od srbského vojenského styčného důstojníka na letišti, že „turečtí bojovníci“ jsou na cestě k posílení bosenských obránců, obvinili tři francouzské vojáky obsluhující obrněné vozidlo z přepravy „tureckých mudžahedínů“. Poté, co srbský vojenský styčný důstojník identifikoval pasažéra jako Turajliće, nařídili Srbové vojákům OSN, aby ho vydali. Zadní dveře byly otevřeny a jeden ze Srbů vypálil na Turajliće sedm ran z automatické zbraně. Šest kulek ho zasáhlo do hrudi a paží a okamžitě ho zabilo. Z vraždy Turajliće byl nakonec obviněn bosenskosrbský voják Goran Vasić, ale v roce 2002 byl tohoto obvinění zproštěn.
6. května 1993 rezoluce Rady bezpečnosti OSN 824 prohlásila Sarajevo za bezpečnou oblast OSN (spolu s oblastí Žepa, Goražde, Tuzla a Bihać). Tato města a území byla umístěna pod ochranu mírových jednotek UNPROFOR. 
V srpnu 1993 se podařilo Vojskům republiky srbské úspěšně obsadit vrchol Igman a znemožnit tak bosenskohercegovinské armádě prolomit obležení z jiné strany, než v blízkosti obce Ilidža a sarajevského letiště. V polovině roku 1993 byl v Butmiru u mezinárodního letiště (kde byla oblast držená bosenskosrbskými jednotkami nejužší) vybudován 800 m dlouhý tunel, který spojil město s neobsazeným územím. Armáda Bosny a Hercegoviny sice nedokázala prolomit obležení, dostala se ale několik set metrů k tomuto cíli. V úzkém tunelu, který byl vybudován způsobem, připomínajícím důlní tunely, byla umístěna dráha a elektrické vedení.
Město tak mohli opustit ranění, nazpět putovaly léky a potraviny. Do konce války dle informací bosenskohercegovinské armády prošlo tunelem na milion lidí. Kromě zásobování byly do obleženého města posílány také zbraně a munice, které se zoufale nedostávalo. Další významnou podporou byl letecký most, který do Sarajeva zřídila OSN. V roce 1994 byl budován druhý, ještě širší tunel, který byl sice dokončen, nicméně pouhých pět dní před formálním ukončením války.

### 1994
5. února 1994 ve 12:10–12:15 dopadla minometná střela ráže 120 mm do středu přeplněného tržiště a zabila 68 lidí a 144 zranila.  Pachatelé byla vojska Republiky srbské. V prosinci 2003 ICTY odsoudil bosenskosrbského generála Stanislava Galiće se závěrem, že masakr spáchaly srbské síly kolem Sarajeva.
V únoru 1994 (kdy původně hrozily letecké útoky) vytvořilo NATO kolem Sarajeva zónu vyloučení těžkých zbraní a shromáždilo na řadě míst zbraně. Dne 5. srpna zabavila VRS několik zbraní z místa shromažďování zbraní v Illidži, což bylo jasné porušení dohody o uzavřené zóně. Během zabavení srbské síly zranily ukrajinské mírové jednotky UNPROFOR. V reakci na útok OSN znovu požádala o leteckou podporu NATO. Dva americké letouny A-10 opakovaně ostřelovaly srbské cíle a Srbové vraceli zabavené zbraně na místo sběru.
Dne 22. září UNPROFOR znovu požádali o leteckou podporu NATO v oblasti Sarajeva poté, co srbské síly zaútočily na francouzský obrněný transportér. V reakci na to dva britské letouny SEPECAT Jaguar zasáhly poblíž srbského tanku a zničily jej.
V roce 1994 byla do obleženého města naplánována návštěva papeže Jana Pavla II., kterou doprovázelo vylepení plakátů po celém Sarajevu s nápisy „nejste sami, jsme s Vámi“. Vzhledem k tomu, že jednotky OSN následně Vatikán informovaly, že nemohou zajistit bezpečnost hlavy Římskokatolické církve, byla návštěva nakonec pozdržena a uskutečnila se až později, což obyvatele obleženého města i nadále demoralizovalo. Na začátku roku 1995 bylo Sarajevo obležené již 1 000 dní.

### 1995
Od 15. června do 22. června zahájila ARBiH do oblasti Sarajeva ofenzíva, aby se pokusila získat zpět ztracená území. Na severu zaútočila 16. divize/1. sbor na kopec Cemerska a dobyl ji zpět. Srbové zaútočili a dobyli Cemerské kopce zpět. Ze středu zaútočila 12. divize/1. sbor na srbské pozice Debelo Brdo. Na jihu se 14. divizi/1. podařilo zatlačit Srby zpět ke zmijí cestě a v ofenzivě dobyla většinu území.
28. srpna 1995 kolem 11:00 (středoevropského času) bylo na tržistě Markale vypáleno 5 granátů, což způsobilo 2. masakr v Markale. Obětí však bylo méně, 43 lidí zemřeloa 73 bylo zraněno. Ale jen několik hodin před útokem bosenskosrbské úřady předběžně vyjádřily svou vůli přijmout mírový plán Richarda Holbrooka. Pachatelem byla opět armáda Republiky srbské.

## Incident na letišti v Sarajevu
5. dubna 1992 se jednotka Jugoslávské lidové armády (JNA) zmocnila letiště v Sarajevu. Bylo pod přímou kontrolou Bělehradu. Aby prezident prošel, potřeboval by ochranu OSN. Generál OSN Lewis MacKenzie vyslal důstojníka, aby situaci řešil. François Mitterrand, tehdejší francouzský prezident, na letiště v Sarajevu šel, protože poté, co bylo 28. června 1992 obsazeno bylo pod kontrolou OSN.
UNPROFOR zahájil humanitární leteckou přepravu, která Sarajevu poskytla tolik potřebné zásoby od poloviny roku 1992 do začátku roku 1995. V průběhu více než tří let bylo uskutečněno více než 13 000 letů. Šlo o největší počet leteckých přeprav do hlavního města od blokády Berlína. Zatímco obránci Sarajeva využili skutečnosti, že letiště je pod kontrolou UNPROFOR, začali kopat tunel pod ranvejí, která vedla mezi sarajevskými čtvrtěmi Dobrinja a Butmir. Ve známost vešel jako „Sarajevský tunel“.
V průběhu příštích tří let se stal jediným pozemním spojením obleženého Sarajeva se zbytkem světa. Několik stovek lidí zemřelo při běhu přes přistávací dráhu, což byla jediná cesta dovnitř nebo ven z obleženého Sarajeva, než byl vyražen sarajevský válečný tunel.

## Zvěrstva

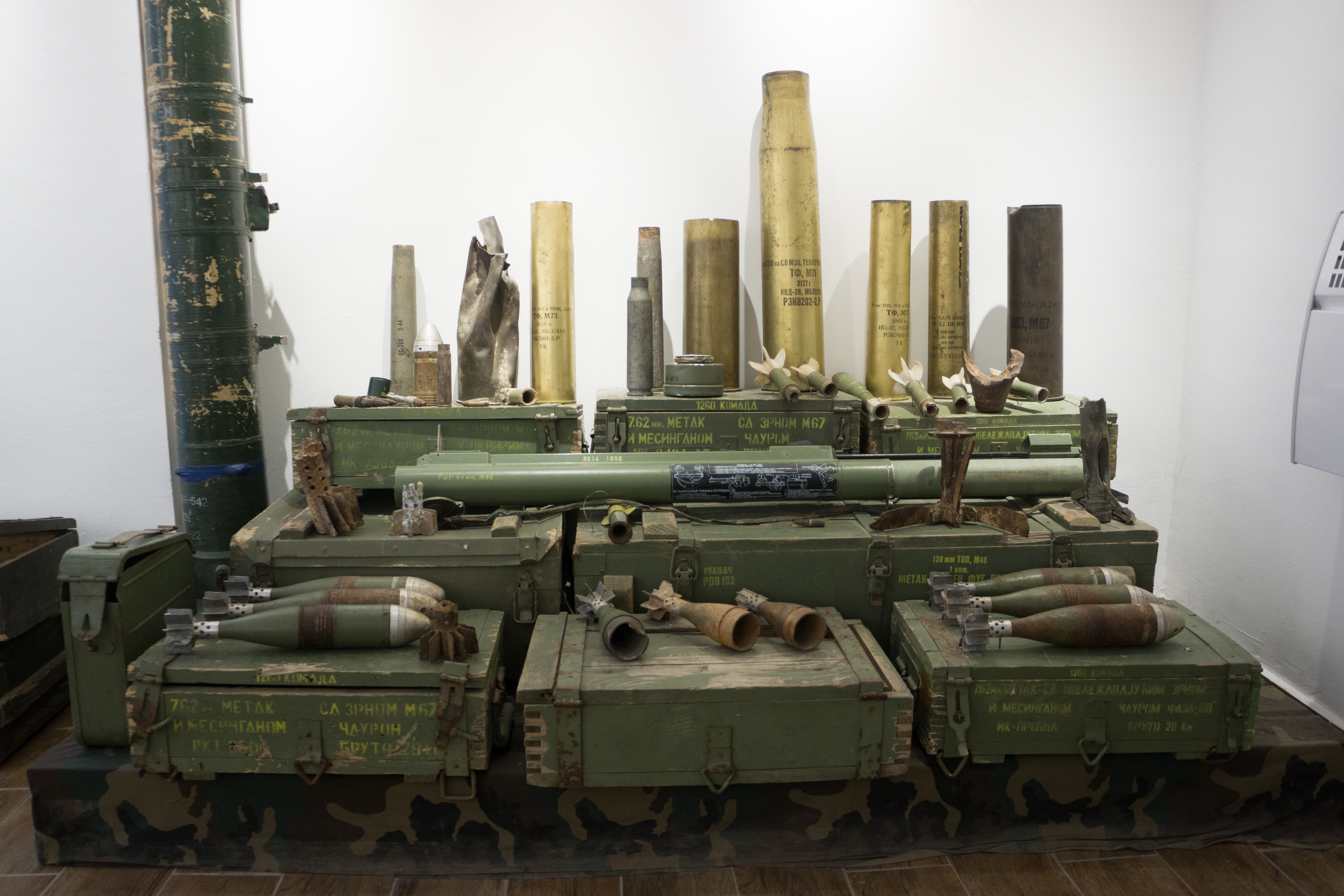
Příklady zbraní použitých proti obyvatelům města vystavené v muzeu sarajevského tunelu

Druhá polovina roku 1992 a první polovina roku 1993 byly vrcholem obléhání Sarajeva a během těžkých bojů došlo na mnoho zvěrstev. Srbské síly mimo město nepřetržitě ostřelovaly vládní obránce. Uvnitř města Srbové kontrolovali většinu hlavních vojenských pozic a dodávky zbraní. S odstřelovači zabírajícími pozice ve městě, nápisy Pazite, snajper ("Pozor, Sniper!") se staly samozřejmostí a některé zvláště nebezpečné ulice, zejména Ulica Zmaja od Bosne - hlavní ulice, která nakonec vede na letiště, byly známé jako "uličky odstřelovačů". Odstřelovači obsadili hlavně oblasti, kde byl dobrý rozhled a kde fungovala pitná voda, kterou obyvatelé města potřebovali; kde stáli ve frontách na vodu nebo potraviny. Celkem si útoky tohoto typu vyžádaly 225 obětí. Odstřelovači zabití Admira Ismićová a Boško Brkić, smíšený bosňácko-srbský pár, který se pokusil překročit hranice, se stali symbolem utrpení ve městě a základem dokumentu Romeo a Julie v Sarajevu, ale není známo, ze které strany snipeři zahájili palbu.

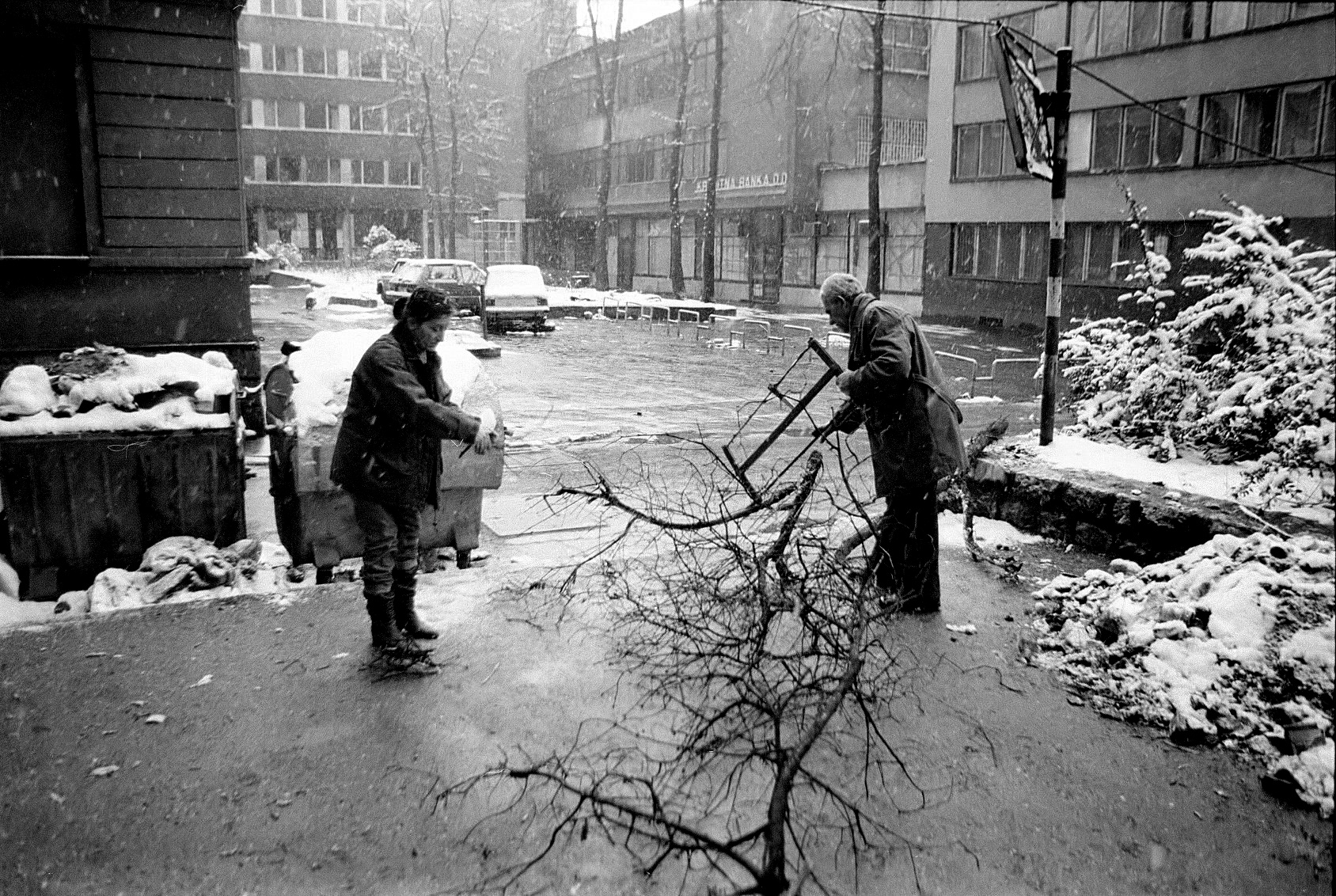
Obyvatelé Sarajeva při sběru palivového dříví, zima 1992–1993

V oblastech Sarajeva ovládaných Bosňáky se veřejné služby rychle zhroutily a kriminalita prudce vzrostla. Během prvního roku obléhání se 10. horská divize ARBiH, vedená zlotřilým velitelem Mušanem Topalovićem, zapojila do kampaně masových poprav srbských civilistů, kteří stále žili v oblastech ovládaných Bosňáky. Mnoho obětí bylo převezeno k jámě Kazani u Sarajeva, kde byly zavražděny a pohřbeny v hromadném hrobě.
Bosenští Srbové zahájili ofenzivy, aby převzaly některá sousedství, zejména v Novom Sarajevu. Aby bylo vyváženo obléhání, 30. května 1992 Rada bezpečnosti požadovala, aby bylo do sarajevské bezpečnostní zóny zahrnuto sarajevské letiště, která byla koncem června otevřena pro letecké přepravy OSN; přežití Sarajeva na nich silně záviselo. Ve srovnání s obléhacími silami byly bosenské vládní síly velmi špatně vyzbrojeny. Bosenští zločinci z černého trhu, kteří se připojili k armádě na začátku války, nelegálně pašovali zbraně do města přes srbské linie a nájezdy na Srby držené pozice ve městě přinesly více.
Sarajevská národní knihovna (nyní sarajevská radnice) byla při srbském útoku vypálena a bylo ztraceno asi 2 miliony knih. Útok vedl plukovník Tomislav Šipčić. Oprava knihovny trvala asi 20 let.
Sarajevský tunel, dokončený v polovině roku 1993, byl hlavním přínosem pro obcházení mezinárodního zbrojního embarga (platí pro všechny strany bosenského konfliktu, včetně obránců Sarajeva). Pomohlo to zásobování a zbraním dostat se k obráncům města a umožnilo některým obyvatelům odejít.

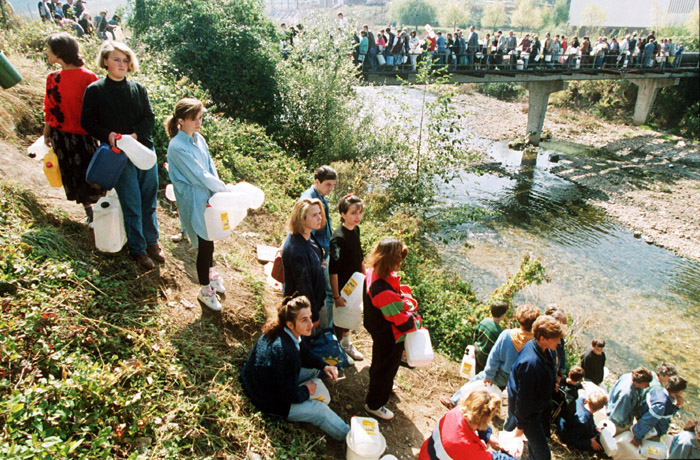
Občané Sarajeva ve frontě na vodu

Zprávy uváděly průměr přibližně 329 dopadů granátů za den v průběhu obléhání, s maximem 3 777 dne 22. července 1993. Tato tzv. urbicida střelbou značně poškodila městské struktury, obytné i kulturní. V září 1993 se odhadovalo, že prakticky všechny budovy v Sarajevu utrpěly určitý stupeň poškození a 35 000 bylo zcela zničeno. Mezi cílenými a zničenými budovami byly nemocnice a lékařské komplexy, mediální a komunikační centra, průmyslové komplexy, vládní budovy a vojenská zařízení a zařízení OSN. Mezi další významné budovy poškozené nebo zničené patřily prezidentské úřady Bosny a Hercegoviny a Národní knihovna, která byla zapálena a shořela do základů, přičemž bylo zničeno přes 1 500 000 svazků a 600 000 seriálů.

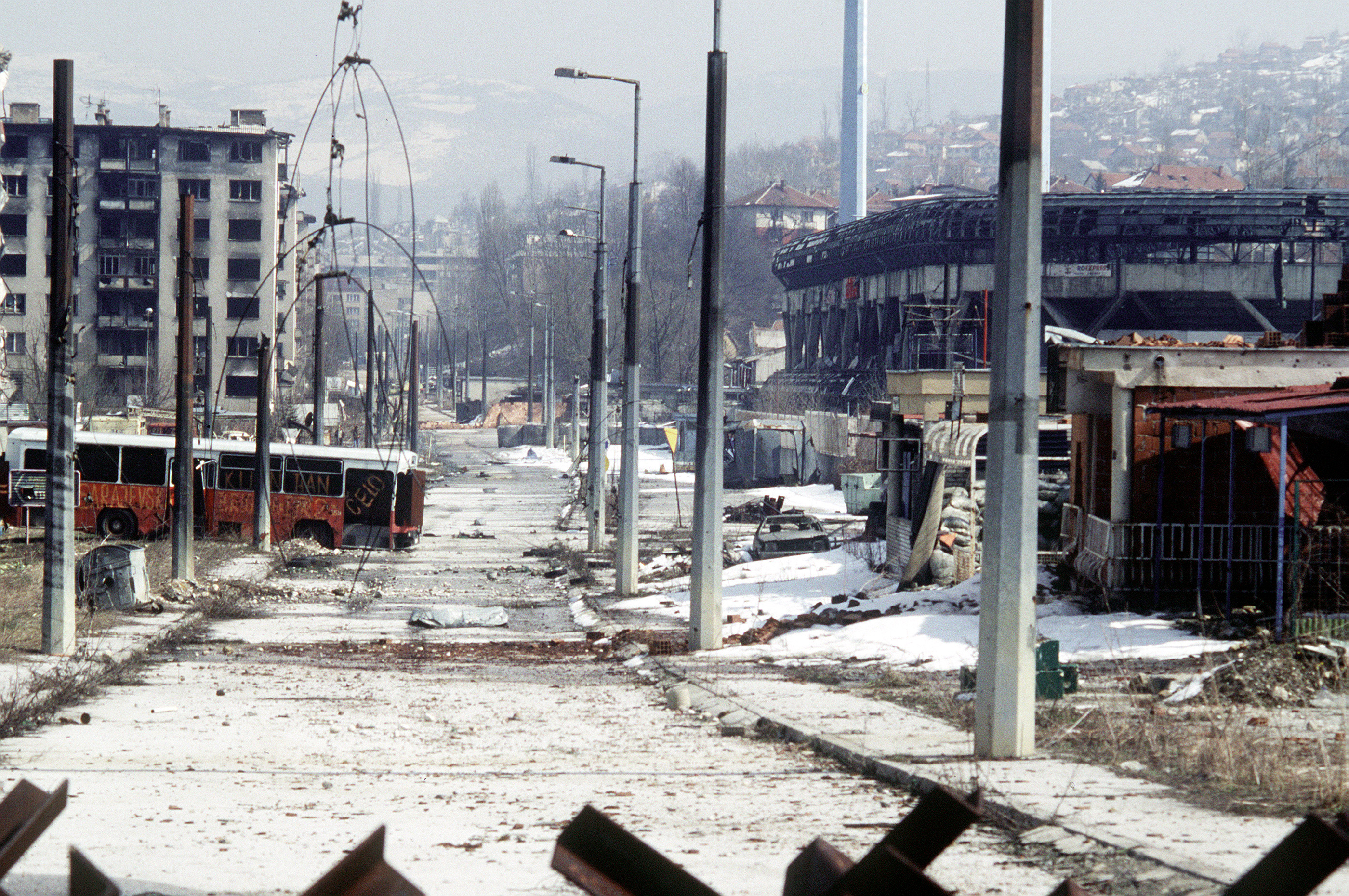
Celkový pohled na centrum města Grbavica, předměstí Sarajeva, březen 1996

Ostřelování si na obyvatelích vybralo krutou daň. Hromadné zabíjení civilistů, především minometnými útoky, se stalo na Západě hlavními zprávami. 1. června 1993 bylo při útoku na fotbalový zápas zabito 11 lidí a 133 bylo zraněno. 12. července bylo při čekání ve frontě na vodu zabito dvanáct lidí.
Největší jednotlivou ztrátou na životech byl první masakr na tržišti Markale 5. února 1994, při kterém bylo zabito 68 civilistů a 200 bylo zraněno. Zdravotnická zařízení byla zahlcena rozsahem civilních obětí a jen malý počet zraněných měl prospěch z lékařských evakuačních programů, jako byla operace Irma z roku 1993.

## Intervence NATO

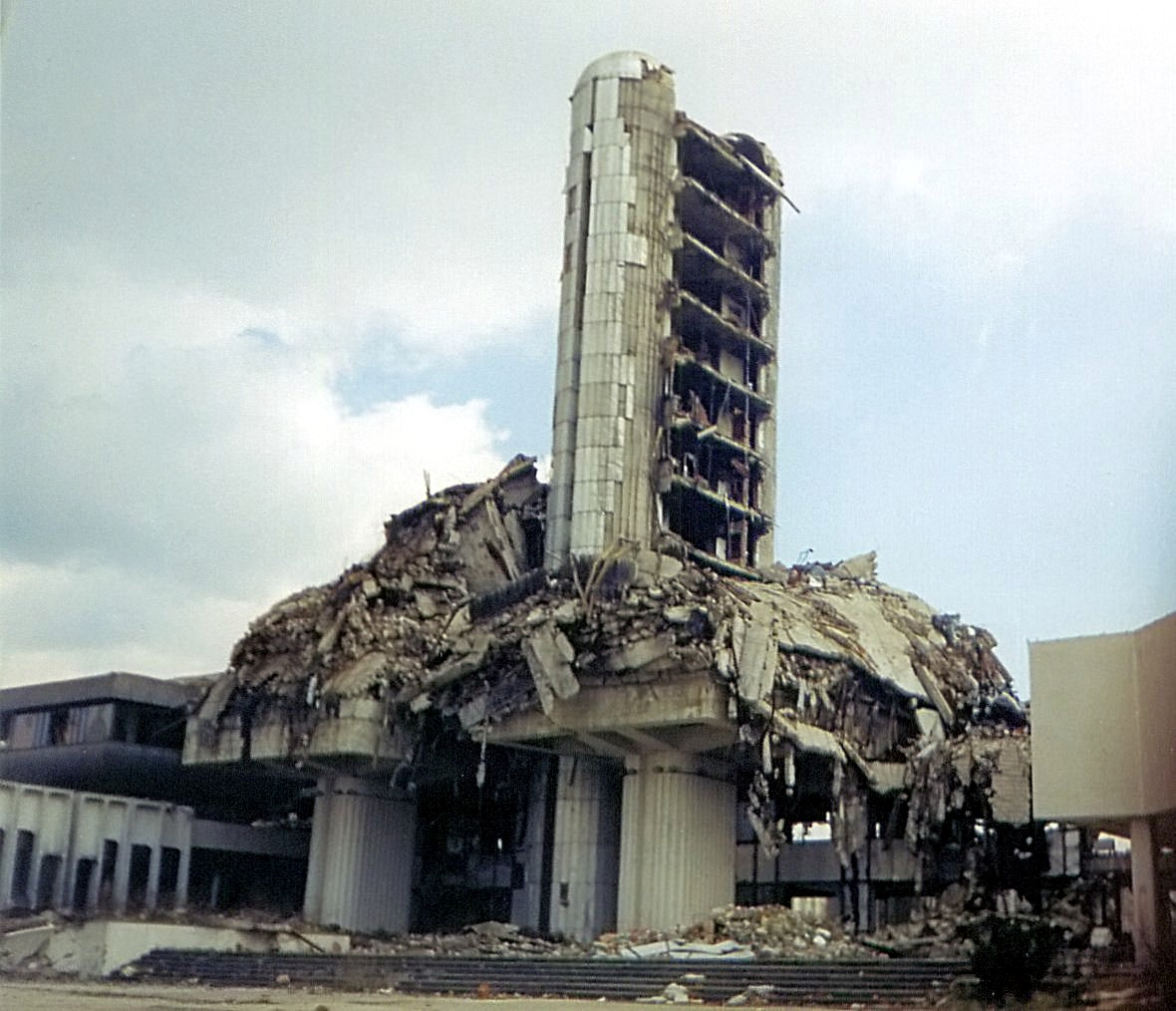
Pozůstatky budovy sarajevských novin Oslobođenje, uchovávané jako památník několik let po obléhání

6. února 1994, den po prvním masakru na tržišti Markale, generální tajemník OSN Butrus Butrus-Ghálí formálně požádal NATO o potvrzení, že budou okamžitě provedeny letecké útoky. 9. února 1994, souhlasem s žádostí OSN, Severoatlantická rada NATO zmocnila velitele spojeneckých sil v jižní Evropě (CINCSOUTH), amerického admirála Jeremyho Boordu, k zahájení leteckých úderů proti dělostřeleckým a minometným pozicím v Sarajevu a okolí, které byly podle UNPROFOR odpovědné za útoky proti civilním cílům. Pouze Řecko nedokázalo podpořit použití leteckých útoků, ale návrh nevetovalo. Rada rovněž vydala na zasedání 9. února ultimátum bosenským Srbům, v nichž požadovala, aby do půlnoci z 20. na 21. února odstranili těžké zbraně v okolí Sarajeva, jinak budou čelit náletům. V souvislosti s dodržováním ultimát došlo k určitému zmatku a maďarský premiér Péter Boross oznámil, že vzdušný prostor jeho země bude pro letadla NATO v případě náletů uzavřen. 12. února 1994 si Sarajevo užilo svůj první den bez obětí po 22 měsících (od dubna 1992).
Letecké kampaně se zúčastnilo až 400 letadel NATO.

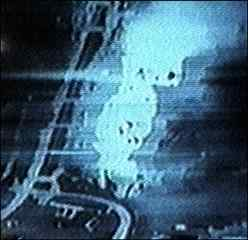
Bosenskosrbský cíl zasažený americkým letadlem

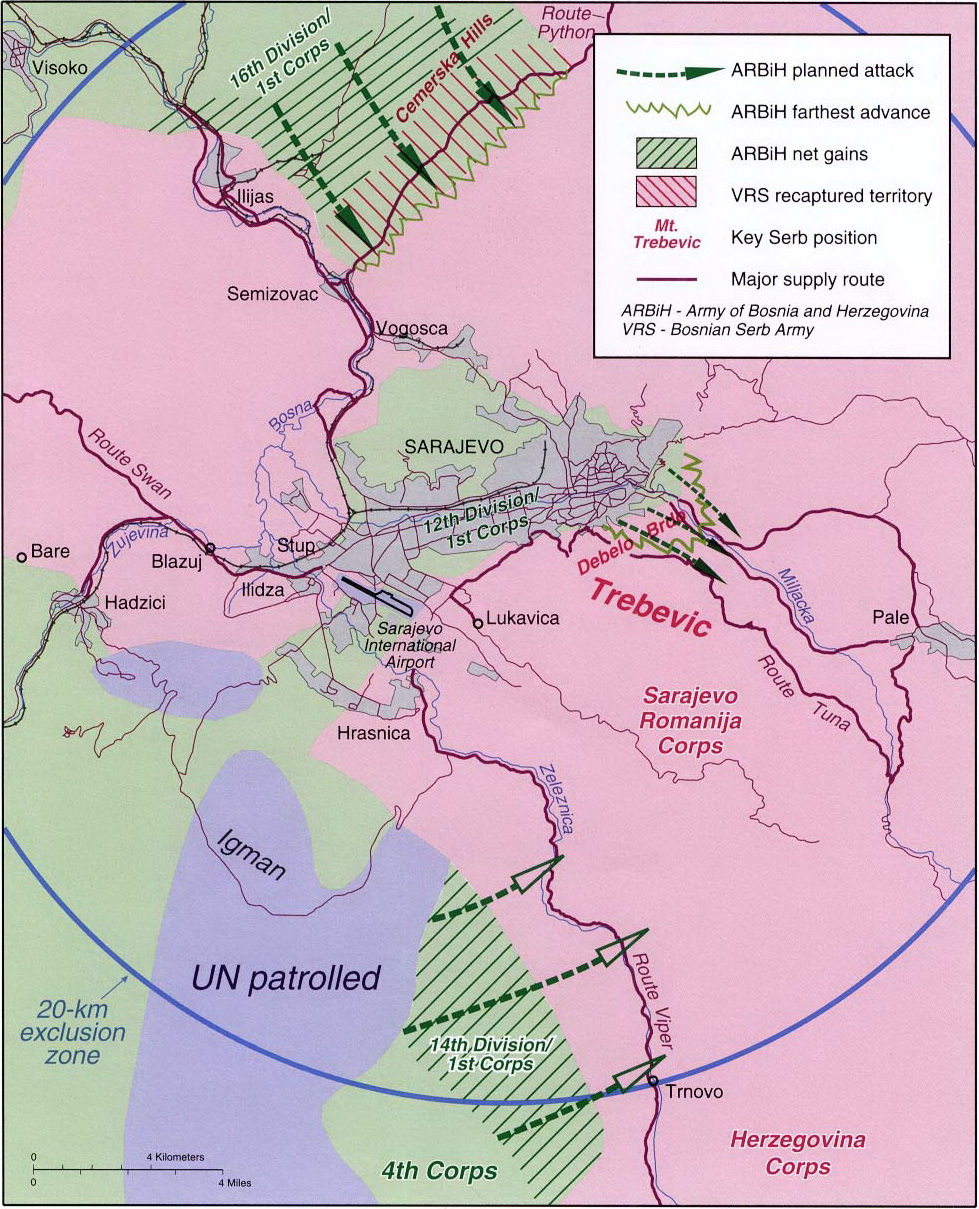
Útočné operace bosenské armády v oblasti Sarajevo, 15.–22. června 1995

5. srpna 1994 zabavila VRS několik zbraní z místa shromažďování zbraní v Ilidži, což bylo jasné porušení dohody o uzavřené zóně. Při přepadení Srbové zranili vojáka ukrajinského mírového sboru UNPROFOR. V reakci na útok OSN znovu požádala o leteckou podporu NATO. Dva americké letouny A-10 opakovaně útočila na srbské cíle, což Srby přimělo vrátit zabavené zbraně na místo sběru. 22. září UNPROFOR znovu požádal o leteckou podporu NATO v oblasti Sarajeva poté, co srbské síly zaútočily na francouzský obrněný transportér. V reakci na to dva britské letouny SEPECAT Jaguar zasáhly a zničily srbský tank.
Jak se boje v roce 1995 postupně rozšiřovaly, zahájily bosensko-muslimské síly rozsáhlou ofenzívu v oblasti Sarajeva. V reakci na útok se bosenští Srbové zmocnili těžkých zbraní ze skladiště střeženého OSN a začali ostřelovat cíle. Jako odvetu za tyto akce požádal velitel OSN generálporučík Rupert Smith o letecké útoky NATO. NATO splnilo požadavek 25. května a 26. května 1995 bombardovalo srbský muniční sklad poblíž Pale. Mise byla provedena letouny F-16 amerického letectva a EF-18A Hornet španělského letectva vyzbrojenými laserem naváděnými pumami. Srbové poté zajali 377 rukojmích UNPROFOR a použili je jako lidské štíty pro různé cíle v Bosně, čímž přinutili NATO ukončit své údery.
27. května 1995 obsadili srbští vojáci vydávající se za francouzské jednotky dvě pozorovací stanoviště OSN na obou koncích frontového mostu Vrbanja, aniž by vystřelili. Nosili francouzské uniformy, neprůstřelné vesty a přilby, byli vyzbrojeni francouzskými zbraněmi a řídili francouzský obrněný transportér (APC) – to vše ukradené vojákům OSN zadrženým mimo město. Vojáci se zbraní v ruce odzbrojili 12 mírových jednotek. Deset bylo odvezeno na neznámé místo, zatímco dva zůstali na mostě jako lidské štíty. Francouzi odpověděli vysláním 30 vojáků podporovaných šesti lehkými tanky, aby zaútočili na severní konec mostu. Při střetu byli zabiti dva francouzští vojáci a pět bylo zraněno, zatímco čtyři srbští vojáci byli zabiti a čtyři byli zajati. Na konci dne zůstal pod kontrolou Srbů jižní část most, zatímco Francouzi obsadili severní část. Srbové jižní část mostu později opustili.
V roce 1995 se mezinárodní síly pevně obrátily proti obléhatelům po druhém masakru v Markale z 28. srpna. 30. srpna oznámil generální tajemník NATO zahájení leteckých úderů podporovaných dělostřeleckými útoky sil rychlé reakce UNPROFOR. V ten samý den byl poblíž Pale sestřelen francouzský Mirage 2000 bosenskosrbským systémem MANPADS.
1. září NATO a OSN požadovaly zrušení obklíčení, odstranění těžkých zbraní ze zóny vyloučení těžkých zbraní kolem Sarajeva a kompletní zabezpečení dalších bezpečných oblastí OSN. Předáci bosenských Srbů dostali termín 4. září a bombardovací kampaň operace Rozhodná síla byla pozastavena. Těžké zbraně nebyly po uplynutí lhůty odstraněny. 5. září byly obnoveny letecké útoky na pozice bosenských Srbů v okolí Sarajeva a poblíž velitelství bosenských Srbů v Pale.
14. září byly opět pozastaveny, tentokrát proto, aby umožnily realizaci dohody s bosenskými Srby, která zahrnovala stažení těžkých zbraní z uzavřené zóny. Nakonec se 20. září 1995 francouzský generál Bernard Janvier (velitel UNPROFOR) a americký admirál Leighton W. Smith mladší (CINCSOUTH) shodli, že není nutné obnovit údery, protože bosenští Srbové splnili podmínky OSN a operace Rozhodná síla byla ukončena.

## Ukončení obléhání
V červnu a červenci 1995 opět přibývalo granátových útoků na město. Po dalším masakru v roce 1995 se tlak proti srbským silám vystupňoval a na konci srpna vstoupily do konfliktu síly NATO. Bombardování letounů Aliance způsobilo VRS nezanedbatelné škody a spolu s ofenzivou bosenských a chorvatských sil došlo k rychlému oslabení srbských pozic. Mezinárodní tlak byl značný. OSN a NATO navrhovaly, aby bylo příměří uzavřeno k 1. září 1995 a z kopců okolo Sarajeva byly staženy těžké zbraně. K tomu nicméně do několika dní nedošlo, a tak letecké síly NATO obnovily bombardování srbských pozic. Dne 8. září byla v Ženevě podepsána dohoda o principech mírových rozhovorů mezi zúčastněnými stranami; nezabývala se nicméně ani osudem Sarajeva, ani otázkou uzavření příměří. Bombardování sil NATO však nakonec donutilo VRS dne 13. září 1995 ke kapitulaci a přistoupení na ústupky v otázce Sarajeva.
Teprve až v říjnu 1995 bylo uzavřeno stabilní příměří. V prosinci téhož roku pak byla podepsána Daytonská dohoda, které ukončila celou válku v Bosně a Hercegovině. Následovalo krátké období stabilizace, bosenskohercegovinská vláda oficiálně prohlásila obležení za ukončené 29. února 1996, když bosenskosrbské síly opustily pozice ve městě a jeho okolí. Více než 70 000 sarajevských Srbů následně opustilo muslimské části města a přestěhovalo se do Republiky srbské a vzalo si s sebou veškerý svůj majetek.
K jednomu z posledních nepřátelských činů obležení došlo 9. ledna 1996 kolem 18:00, kdy byl na tramvaj jedoucí po hlavní ulici Sarajeva vypálen raketový granát, který zabil 55letou ženu Mirsadu Durićovou a 19 dalších lidí zranil.

## Následky

### Ztráty

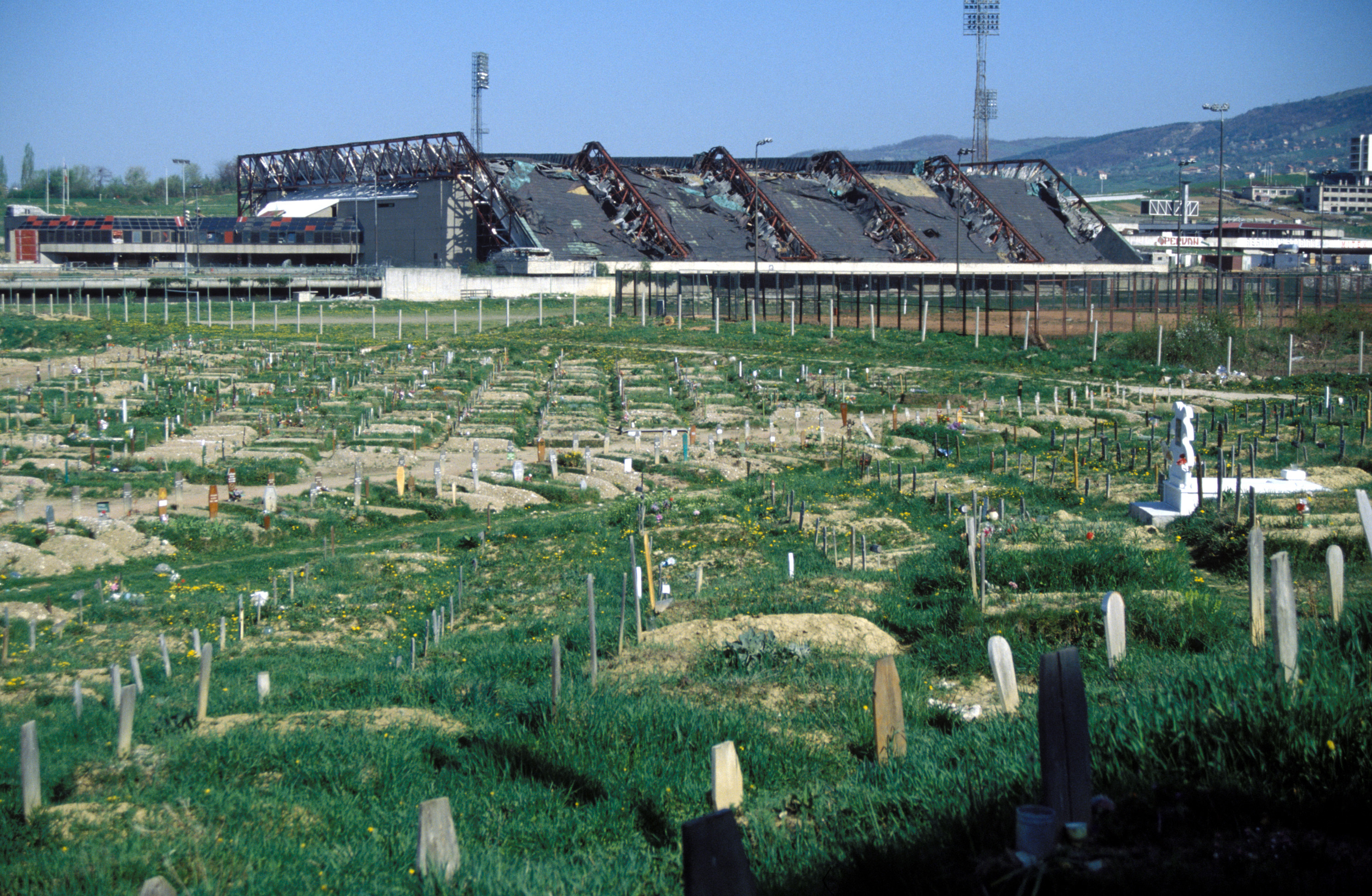
Ruiny ostřelovaného stadiónu Zetra, dějiště zimní olympiády 1984, posloužily během bojů jako sklad lékařského materiálu, márnice a pohřebiště. Foto z roku 1995.

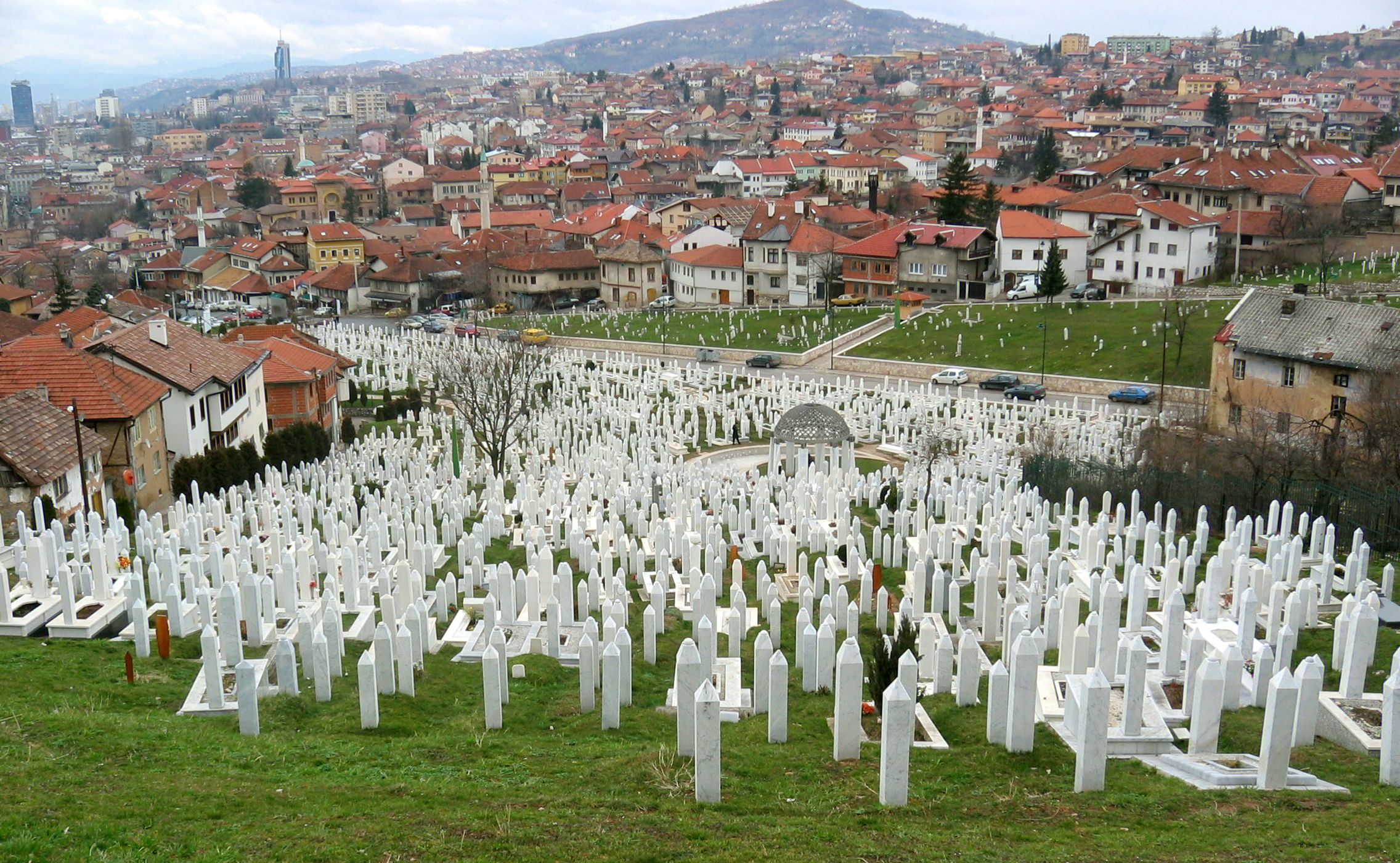
Památník mučedníků na hřbitově Kovači za oběti války ve Starém Městě

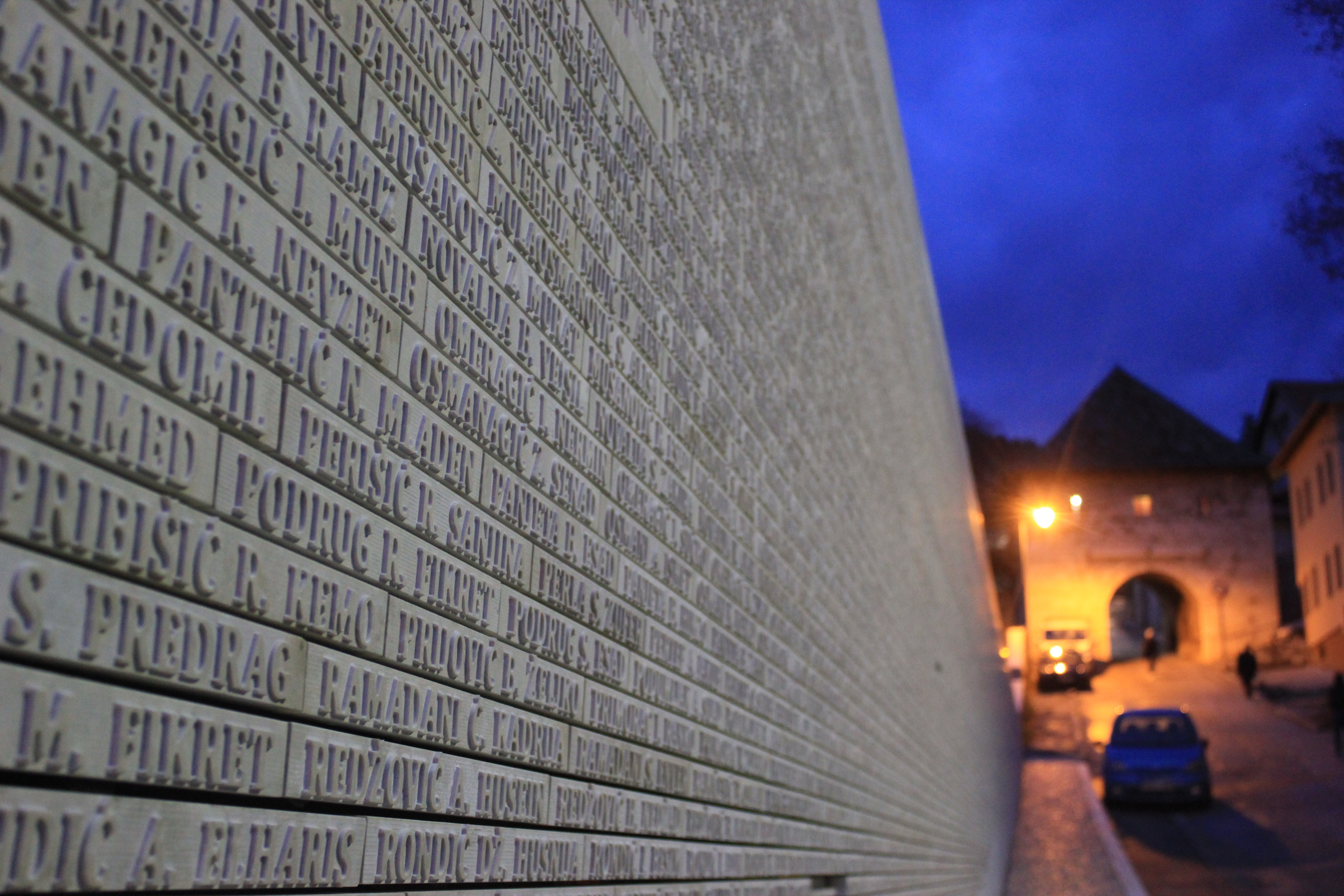
Jména všech obětí na zdi u hřbitova Kovači

Obležené obyvatelstvo tvořili nejen Bosňáci a Chorvati, ale také Srbové, kteří zůstali ve městě a kteří přišli o život palbou obléhajících sil VRS. Sčítání lidu z roku 1991 ukazuje, že před obléháním mělo město a jeho okolí 525 980 obyvatel. Existují odhady, že před obléháním byl počet obyvatel ve vlastním městě 435 000 lidí. Odhady současné populace se pohybují mezi 300 000 a 380 000 lidmi. V roce 1994 zpráva o celkovém počtu úmrtí v průběhu 315 dnů dospěla k závěru, že zemřelo 2 474 lidí, přičemž průměrně bylo ve městě zabito přibližně osm lidí denně. Zpráva o celkovém počtu zraněných za období 306 dnů dospěla k závěru, že bylo zraněno 13 472 lidí, v průměru přibližně 44 za den. Stejná zpráva odhaduje počet zabitých nebo nezvěstných ve městě na téměř 10 000, včetně více než 1 500 dětí. Dalších 56 000 lidí bylo zraněno, včetně téměř 15 000 dětí. Zpráva vypracovaná ICTY po válce uvádí počet obětí obléhání na 4 548 vojáků ARBiH a 4 954 zabitých sarajevských civilistů. Výzkumné a dokumentační centrum v Sarajevu (RDC) zjistilo, že obležení si vyžádalo celkem 13 952 mrtvých: 9 429 Bosňáků, 3 573 Srbů, 810 Chorvatů a 140 dalších. ARBiH utrpěla 3 587 obětí v obleženém městě Sarajevo, přičemž jen v roce 1992 bylo zabito 1 114 vojáků. Počet vojáků VRS a dříve JNA zabitých ve městě Sarajevo během války se pohybuje od 2 000 do 3 000. Během obléhání bylo zabito celkem 5 434 civilistů, včetně 3 855 Bosňáků, 1 097 Srbů a 482 Chorvatů. Více než 66 procent zabitých během obléhání byli Bosňáci, 25,6 procenta Srbové, 5,8 procenta Chorvati a 1 procento ostatní. Asi 14,5 procenta všech obětí bosenské války se stalo v obleženém Sarajevu. Představitelé Federace Bosny a Hercegoviny odhadli, že vládní síly zabily nejméně 150 sarajevských srbských civilistů, zatímco některé nacionalistické skupiny mezi Srby a představiteli Republiky srbské uvedly tento počet na „mnoho tisíc“. Snahy doložit tvrzení bosenských Srbů však nebyly přesvědčivé.
UNICEF oznámil, že z odhadovaných 65 000 až 80 000 dětí ve městě bylo nejméně 40 % přímo střeleno odstřelovači; 51 % vidělo někoho zabitého; 39 % vidělo zabitého jednoho nebo více členů rodiny; 19 % bylo svědkem masakru; 48 % mělo svůj domov obsazeno někým jiným; 73 % bylo napadeno nebo ostřelováno; a 89 % žilo v podzemních krytech. Je pravděpodobné, že psychické trauma utrpěné během obléhání těžce zasáhlo životy těchto dětí v následujících letech. V důsledku vysokého počtu obětí a válečných podmínek existují po celém Sarajevu a jeho okolí provizorní hřbitovy. Parky, atletická hřiště a další otevřená prostranství byly využívány jako hřbitovy. Jedním z takových míst je sportovní areál postavený pro zimní olympijské hry v roce 1984. Zpráva z roku 1994 uvedla, že „obléhání mělo také hluboký dopad na psychiku a budoucnost městského obyvatelstva. Bosenská vláda hlásila prudký nárůst sebevražd obyvatel, téměř zdvojnásobení potratů a 50% pokles porodnosti od začátku obléhání.“
9. května 2010 byl odhalen památník se jmény 521 dětí zabitých během obléhání. Případy dalších 500 dětí se ověřují.

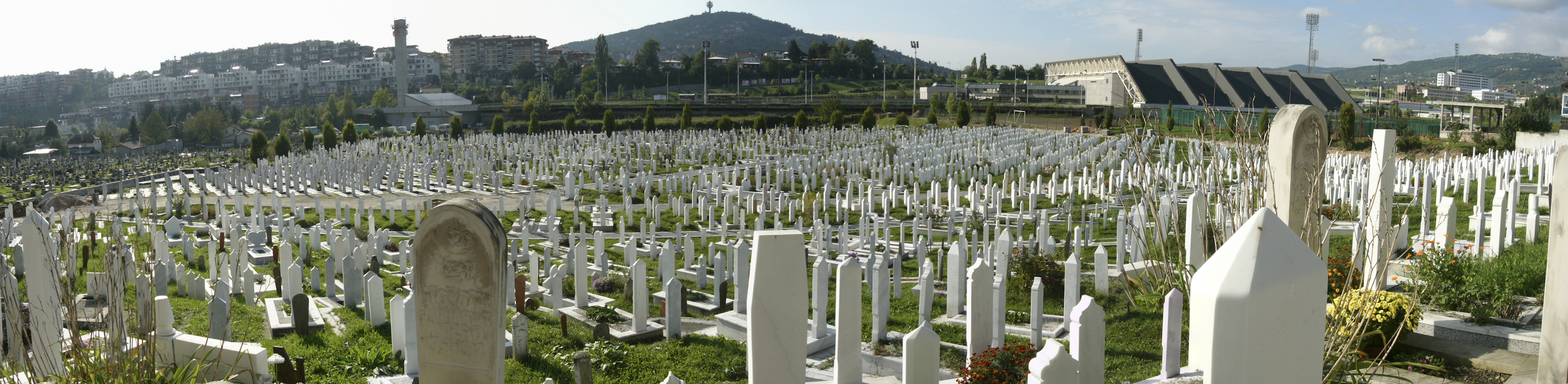
Hřbitov stadionu Mezarje Vlastenecké ligy v Sarajevu.

### Poškození a zničení staveb a majetku

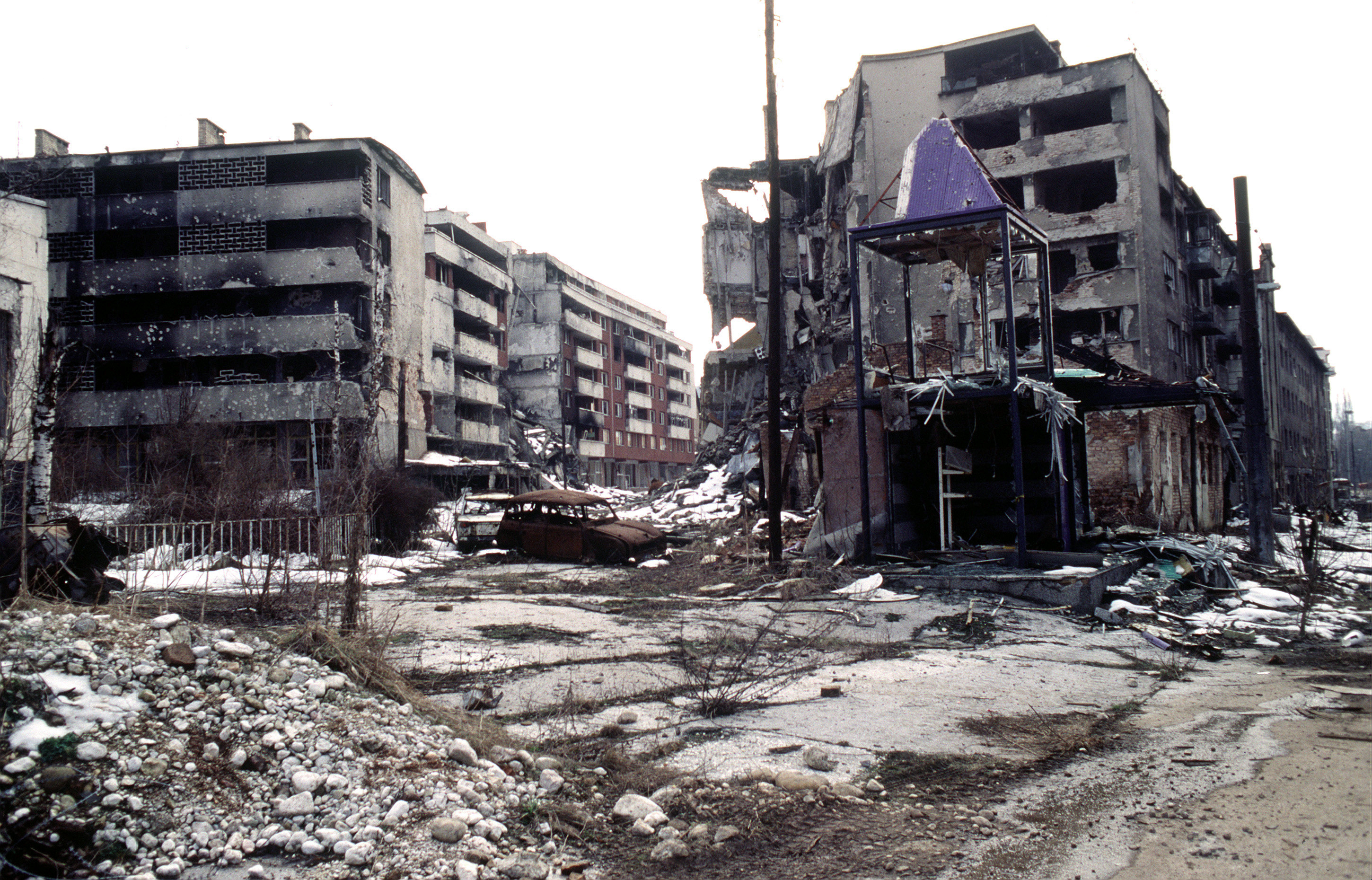
Těžce poškozené bytovky poblíž mostu Vrbanja ve čtvrti Grbavica na levém břehu řeky Miljacka

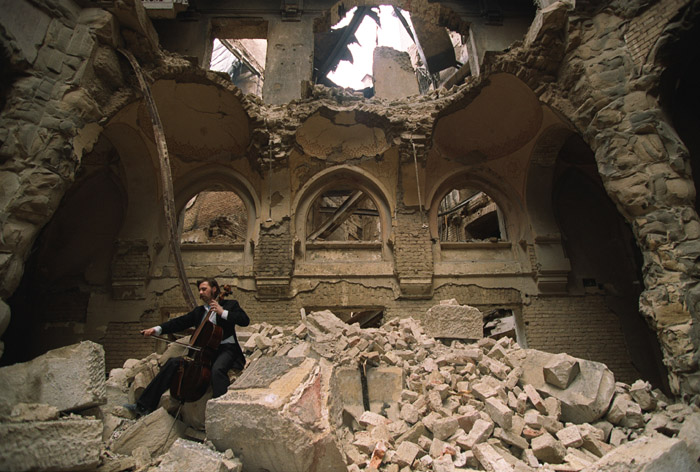
Violoncellista Vedran Smailović mj. hrál bezplatně na pohřbech obětí obležení. Jeho příběh obletěl svět. Fotografie pořízena v budově zdemolované Národní knihovny (1992).

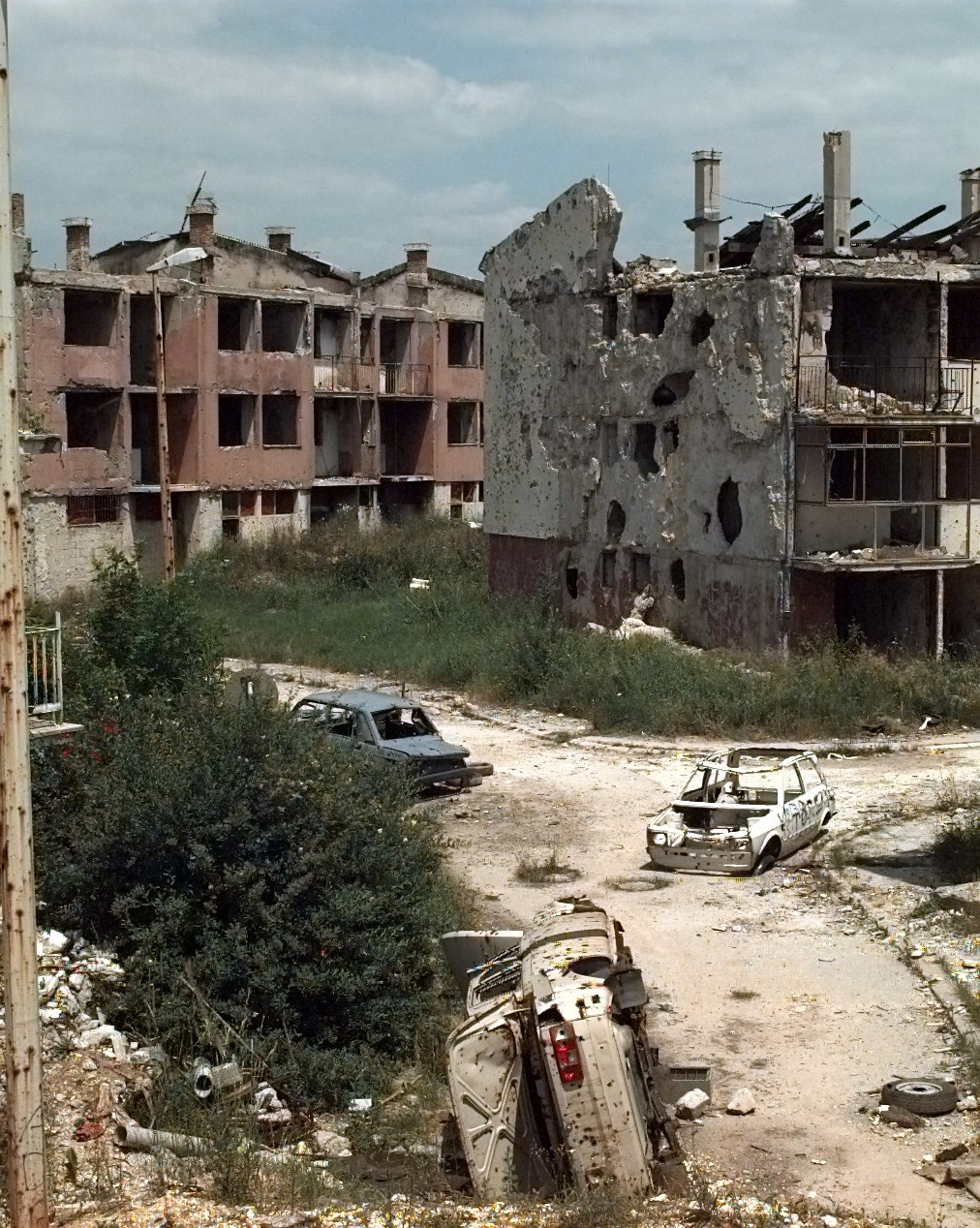
Zničená sarajevská čtvrť Dobrinja po obléhání

Strukturální a majetkové škody v Sarajevu v důsledku obléhání zahrnovaly specificky chráněné cíle, jako jsou nemocnice a lékařské komplexy, zdravotnická zařízení (včetně sanitek) a zdravotnický personál, a také kulturní statky, jako je sbírka rukopisů Orientálního ústavu v Sarajevo, jedna z nejbohatších sbírek orientálních rukopisů na světě. Pro cizince došlo v noci 25. srpna 1992 k události, která definovala kulturní cíle obléhatelů. Bylo to bombardování – zápalnými granáty –, které mělo za následek totální zničení nenahraditelné Národní a univerzitní knihovny Bosny a Hercegoviny, centrální úložiště bosenské písemné kultury a hlavní kulturní centrum pro celý Balkán. Mezi ztrátami bylo asi 700 rukopisů a prvotisků a unikátní sbírka bosenských sériových publikací, některé z poloviny bosenského kulturního obrození v 19. století. Knihovny po celém světě poté spolupracovaly na obnově části ztraceného dědictví, a to prostřednictvím darů a elektronických textů, a obnovily tak knihovnu v kyberprostoru.
Útoky na civilní majetek byly rovněž neopodstatněné vojenskou nutností a stejně tak zakázané. Bosenská vláda odhaduje, že ostřelování zničilo přes 10 000 bytů a poškodilo přes 100 000 dalších. Z ostatních budov ve městě bylo 23 % hlášeno jako vážně poškozených, 64 % jako částečně poškozených a 10 % jako lehce poškozených. Výbor Rady Evropy pro kulturu a vzdělávání se ve své zprávě vyjádřil ke strukturálním škodám ve městě. Výbor uvedl:
Je zřejmé, že Sarajevo od svých útočníků těžce utrpělo. Kromě zjevných lidských nákladů v pokračujícím utrpení a obtížích každodenního života došlo k vážnému poškození městské struktury. Infrastruktura (kanalizace, elektrická síť, telefonní služby atd.) je vážně poškozena. Většina budov je poškozena výrazně a pravděpodobně všechny budovy jsou poškozeny ve větší či menší míře (rozbité sklo apod.). Některé budovy byly zcela zničeny, včetně starých památek (jako je knihovna) a včetně řady moderních budov s ocelovou konstrukcí (jako je budova Unis), které se v některých případech jednoduše zhroutily. Odhaduje se také, že během minulého roku bylo zničeno 35 000 bytů.

Obyvatelstvo Sarajeva vydrželo v určitých fázích obléhání až šest měsíců bez dodávek plynu, elektřiny nebo vody. Sarajevo dosáhlo značného oživení, pokud jde o počet budov, které byly plně obnoveny a znovu obsazeny. Ještě v roce 2017 však zůstalo mnoho budov silně poškozeno a „zjizveno“.
Ačkoli město bylo modelem pro mezietnické vztahy, obléhání přineslo dramatické přesuny populace. Kromě tisíců uprchlíků, kteří opustili město, mnoho sarajevských Srbů odešlo do Republiky srbské a procento Srbů v Sarajevu se snížilo z více než 30 % v roce 1991 na mírně přes 10 % v roce 2002. Novo Sarajevo, které je nyní součástí Republiky srbské, vytvořilo východní Sarajevo, kde dnes žije velká část předválečné srbské populace.
Nové stavební projekty a zahraniční kapitálové investice udělaly ze Sarajeva možná nejrychleji rostoucí město v bývalé Jugoslávii. Populace v roce 2002 vzrostla na 401 000, což je o 20 000 méně, než odhadovalo sčítání lidu před rokem 1991.

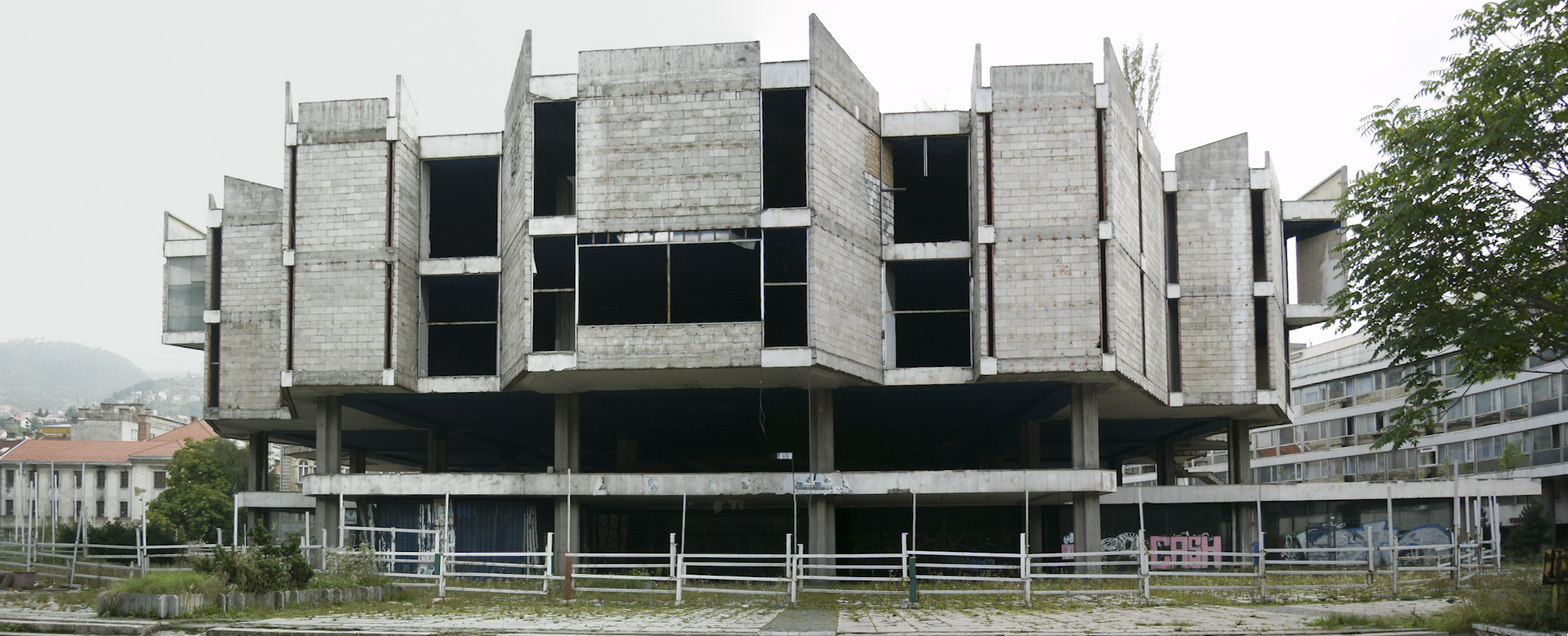
Ikonickou budovou před válkou byla Robna kuća Sarajka. Dnes na jeho místě stojí ARIA Centar.

## Odsouzení ICTY
5. prosince 2003 Mezinárodní trestní tribunál pro bývalou Jugoslávii (ICTY) odsoudil prvního velitele sarajevsko-romanijského sboru, generála Stanislava Galiće, za ostřelování a odstřelovačskou kampaň proti Sarajevu, včetně prvního masakru v Markale. Galić byl odsouzen k doživotnímu vězení za zločiny proti lidskosti během obléhání.
V případu proti Stanislavu Galićovi obžaloba v úvodním prohlášení tvrdila, že:
Obléhání Sarajeva, jak se stalo lidově známým, bylo epizodou takové proslulosti v konfliktu v bývalé Jugoslávii, že se musíme vrátit do druhé světové války, abychom našli paralelu v evropských dějinách. Od té doby nevedla profesionální armáda proti obyvatelům evropského města kampaň neutuchajícího násilí, aby je přivedla do stavu středověké deprivace, v níž byli v neustálém strachu ze smrti. V období, na které se vztahuje toto obvinění, nebylo pro Sarajevana nikde bezpečno, ne doma, ve škole, v nemocnici, před úmyslným útokem.
Prohlášení o zahájení obžaloby, ICTY vs Stanislav Galić, 2003
V roce 2007 byl generál Dragomir Milošević, který ve funkci velitele sarajevsko-romanijského sboru nahradil Galiće, shledán vinným z ostřelování a odstřelovací kampaně proti Sarajevu a jeho občanům od srpna 1994 do konce roku 1995, včetně druhého masakru v Markale. Byl odsouzen k 29 letům vězení. ICTY dospěl k závěru, že tržiště města Markale bylo zasaženo 28. srpna 1995 minometným granátem ráže 120 mm vypáleným z pozic sarajevsko-romanijského sboru. V roce 2011 byl bývalý náčelník generálního štábu jugoslávské armády generál Momčilo Perišić odsouzen k 27 letům vězení za napomáhání k vraždě, protože jugoslávská armáda pod jeho dohledem poskytovala „rozsáhlou logistickou podporu v oblasti munice, paliva a náhradních dílů“ a také „nezbytné odborné pomoci“ VRS během obléhání. Podle odhadu hlavního štábu z roku 1994 obdržela VRS od jugoslávské armády asi 25 milionů nábojů a přes 7 500 granátů k vedení války v Bosně. Soudci však rozhodli, že Perišić neměl účinnou kontrolu nad důstojníky VRS, kteří do značné míry bojovali nezávisle na jeho pokynech, přesto stále dostávali platby a výhody z Bělehradu. V roce 2013 bylo Perišićovo odsouzení zrušeno a byl propuštěn z vězení.
V roce 2016 byl vůdce bosenských Srbů Radovan Karadžić shledán vinným z masakru ve Srebrenici a také z 10 válečných zločinů a zločinů proti lidskosti. Byl odsouzen ke 40 letům vězení. V roce 2019 bylo zamítnuto odvolání, které podal proti svému odsouzení, a trest byl zvýšen na doživotí.
22. listopadu 2017 byl k doživotnímu vězení odsouzen i generál Ratko Mladić poté, co byl shledán vinným v 10 bodech obžaloby.